# Nose art

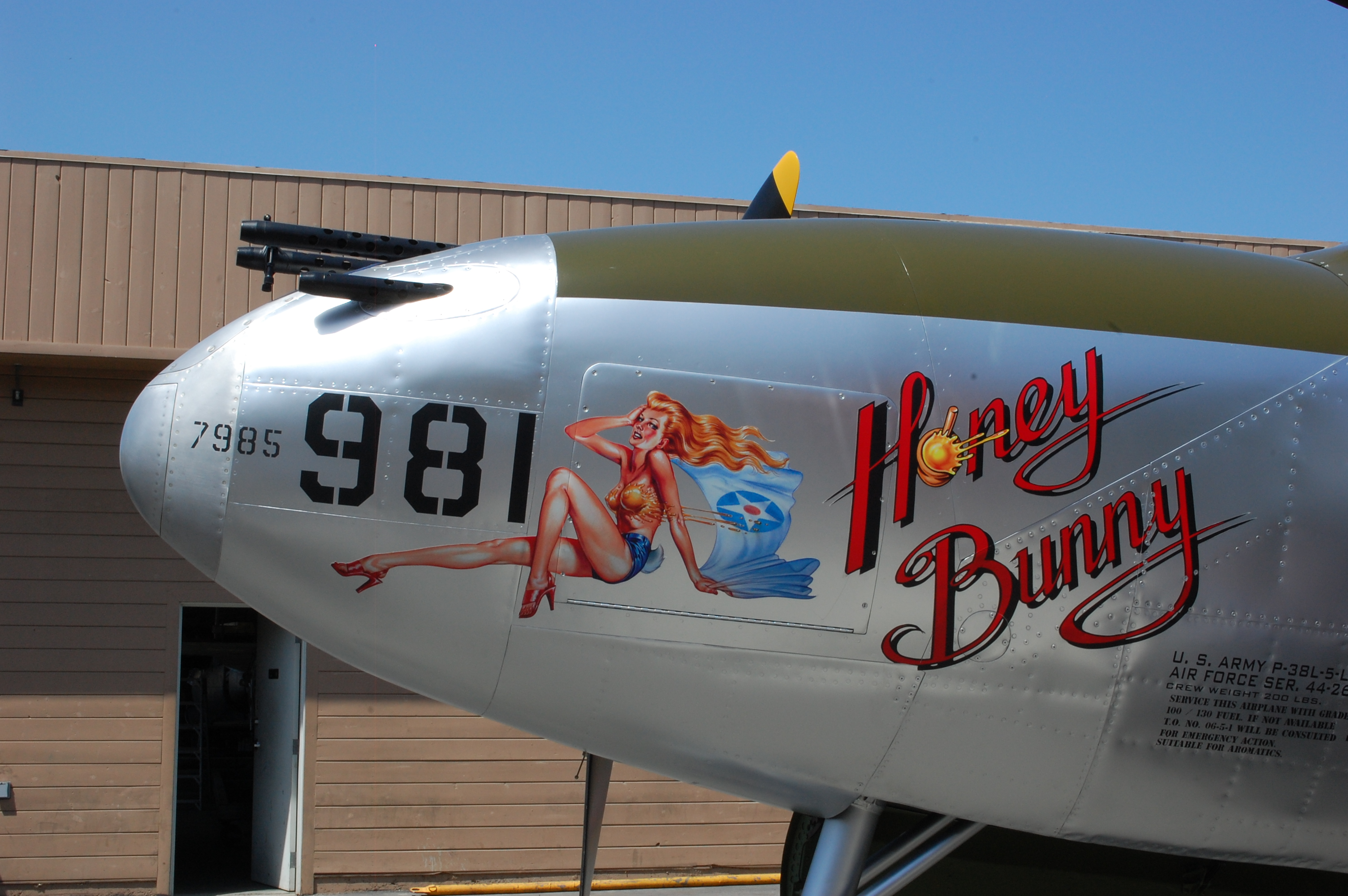
"Honey Bunny" em um Lockheed P-38 Lightning

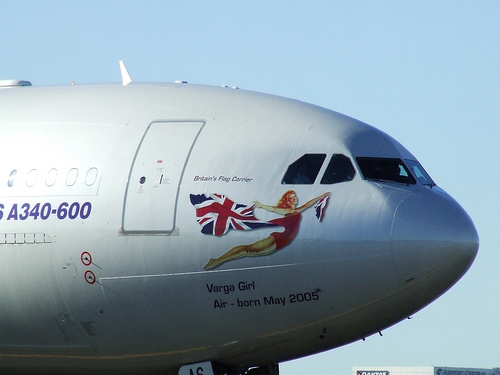
Nose art em um A340-600 da Virgin Atlantic

Nose art (em português: arte de nariz; "nariz" refere-se à parte dianteira de uma aeronave) é uma pintura ou desenho decorativo na fuselagem de uma aeronave, geralmente na fuselagem dianteira.
Embora iniciada por razões práticas de identificação de unidades amigas, a prática evoluiu para expressar a individualidade frequentemente restringida pela uniformidade das forças armadas, para evocar memórias de casa e tempos de paz, e como uma espécie de proteção psicológica contra o estresse da guerra e a probabilidade de morte. A ação, em parte, veio da nose art não ter sido oficialmente aprovada, mesmo quando regras não terem sido aplicadas contra ela.
Devido à sua natureza individual e não oficial, é considerada arte folclórica, inseparável do trabalho e representatividade de um grupo. Também pode ser comparado a grafites sofisticados. Nos dois casos, o artista geralmente é anônimo e a arte em si é efêmera. Além disso, conta com materiais disponíveis de maneira imediata.
A nose art é amplamente uma tradição militar, mas os aviões civis operados pelo Virgin Group apresentam as "Virgin Girls" no nariz de suas aeronaves como parte de sua pintura. Em um sentido amplo, a tail art (arte de cauda) de várias companhias aéreas, como o esquimó da Alaska Airlines, pode ser chamada de "nose art", assim como as marcas da cauda dos atuais esquadrões da Marinha dos EUA. Houve exceções, incluindo a Oitava Força Aérea dos Estados Unidos, o 301.º grupo de bombardeio B-17F "Whizzer", que tinha uma pintura de uma mulher em cima de uma bomba na barbatana dorsal.

## História
A decoração personalizada em aviões de combate começou com os pilotos italianos e alemães. O primeiro exemplo registrado foi um monstro marinho pintado em um hidroavião italiano em 1913. Isto foi seguido pela prática popular de pintar uma boca em baixo da hélice das aeronaves, iniciada por pilotos alemães na Primeira Guerra Mundial. O que é talvez o mais famoso de toda a nose art, as insígnias de cara de tubarão que mais tarde ficaram famosas pelo Flying Tigers (Tigres Voadores) do American Volunteer Group (AVG), apareceram pela primeira vez na Primeira Guerra Mundial em um Sopwith Dolphin britânico e em um LFG Roland C.II alemão, embora muitas vezes com um efeito mais cômico do que ameaçador. O cavallino rampante (cavalo empinado) do ás italiano Francesco Baracca era outra imagem bem conhecida.
A nose art da Primeira Guerra Mundial era geralmente a insígnia de esquadrão embelezada ou extravagante. Isso seguiu a política oficial estabelecida pelo Chefe do Serviço Aéreo das Forças Expedicionárias Americanas, General de brigada Benjamin Foulois, em 6 de maio de 1918, exigindo a criação de insígnias de esquadrão distintas e facilmente identificáveis. Os exemplos da Primeira Guerra Mundial incluem o "Chapéu no Anel" (Hat in the Ring) do 94.º Esquadrão Aéreo americano (atribuído ao tenente Johnny Wentworth) e a "Mula Coiceando" (Kicking Mule) do 94.º Esquadrão Aéreo. A nose art daquela época era muitas vezes concebida e produzida não pelos pilotos, mas pelas equipes de solo (equipes de suporte que prestam serviços de manutenção a aeronaves no solo — em oposição à tripulação, que operam uma aeronave durante o voo).

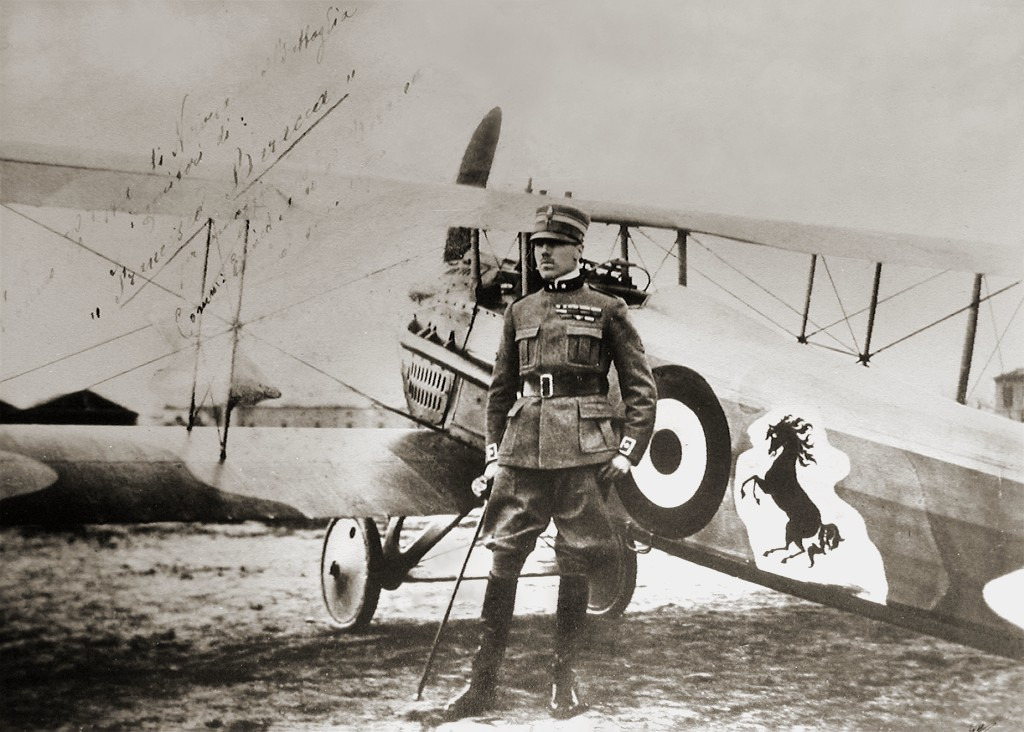
Conde Francesco Baracca e seu SPAD S.VII, com o cavallino rampante, que inspirou o emblema da Ferrari
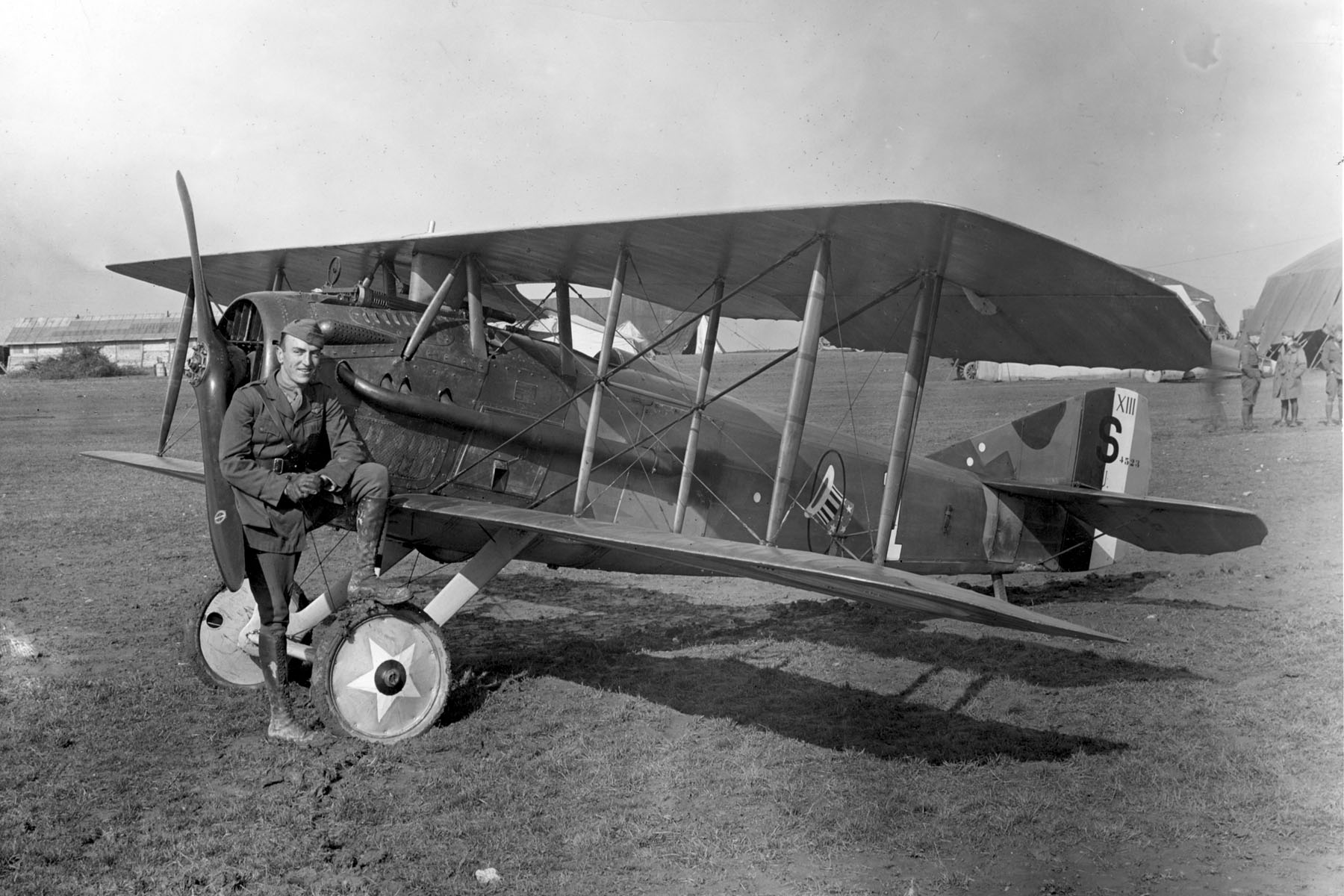
Eddie Rickenbacker com SPAD XIII (observe as insígnias "Hat in the Ring" do 94.º Esquadrão Aéreo), França, 1918
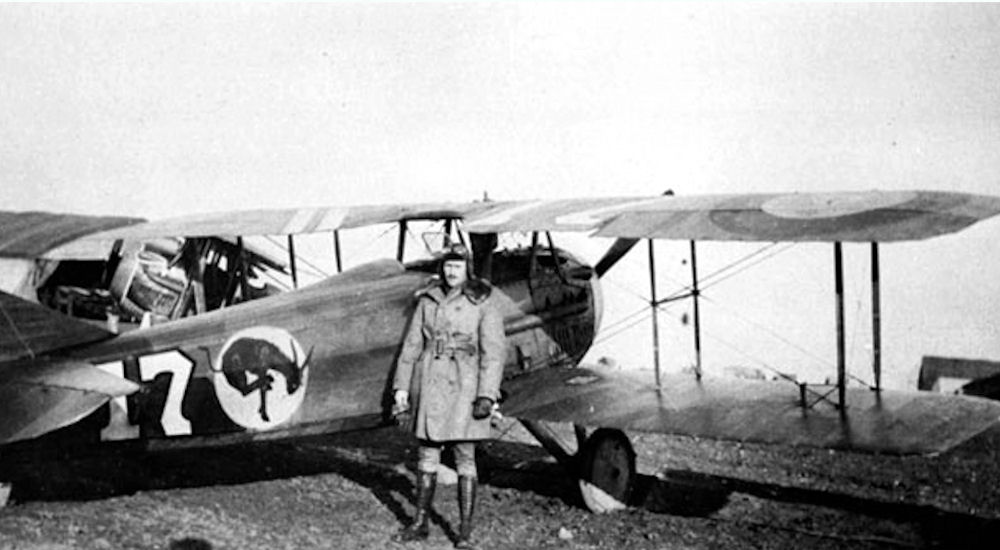
Caça do 95.º Esquadrão Aéreo dos EUA com a insígina "Kicking Mule", França, 1918

A verdadeira nose art apareceu durante a Segunda Guerra Mundial, que é considerada por muitos observadores como a idade de ouro do gênero, com a participação de pilotos do Eixo e Aliados. No auge da guerra, os artistas de nose art estavam em uma demanda muito alta nas Forças Aéreas do Exército dos Estados Unidos (USAAF) e eram muito bem pagos por seus serviços. Os comandantes da Forças Aéreas do Exército toleravam a nose art em um esforço para aumentar a moral das tripulações. Por outro lado, a Marinha dos Estados Unidos proibia a nose art, com o mais extravagante sendo limitado a alguns nomes de letras simples. Esse tipo de arte também era incomum na Força Aérea Real e na Real Força Aérea Canadiana. O trabalho era realizado por artistas civis profissionais, bem como militares amadores talentosos. Em 1941, por exemplo, o 39.º Esquadrão de Treinamento de Vôo contratou um artista da Bell Aircraft para projetar e pintar o logotipo "Cobra nas Nuvens" (Cobra in the Clouds) em suas aeronaves.
Talvez a nose art mais duradoura da Segunda Guerra Mundial tenha sido o motivo cara (ou boca) de tubarão, que apareceu pela primeira vez nos Messerschmitt Bf 110s da Luftwaffe Zerstörergeschwader 76 sobre Creta, onde os Messerschmitts bimotores superaram os biplanos Gloster Gladiator do Esquadrão N.º 112 da RAF.[carece de fontes?] Os pilotos da Commonwealth se retiraram para o Egito e foram reequipados com Curtiss Tomahawk da mesma linha de montagem que construiu caças para o American Volunteer Group (AVG) Flying Tigers, que estavam sendo recrutados para serviço na China. Em novembro de 1941, os pilotos do AVG viram uma foto colorida em um jornal de uma boca de tubarão pintada em um caça P-40 do Esquadrão N.º 112 da RAF no norte da África e imediatamente adotaram o motivo da cara de tubarão para seus próprios P-40Bs. A própria versão britânica foi inspirada pela nose art "boca de tubarão" (sem olhos) nos caças pesados Bf 110 da ZG 76. No entanto, as insígnias dos "Tigres Voadores" — um tigre de bengala alado pulando através de um símbolo V (de vitória) estilizado — foram desenvolvidas por artistas gráficos da Walt Disney Company.

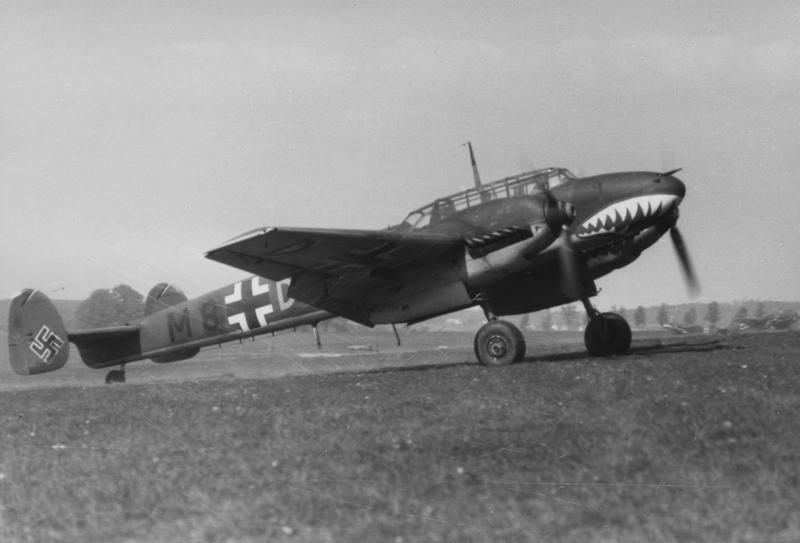
Messerschmitt Bf 110, maio de 1940
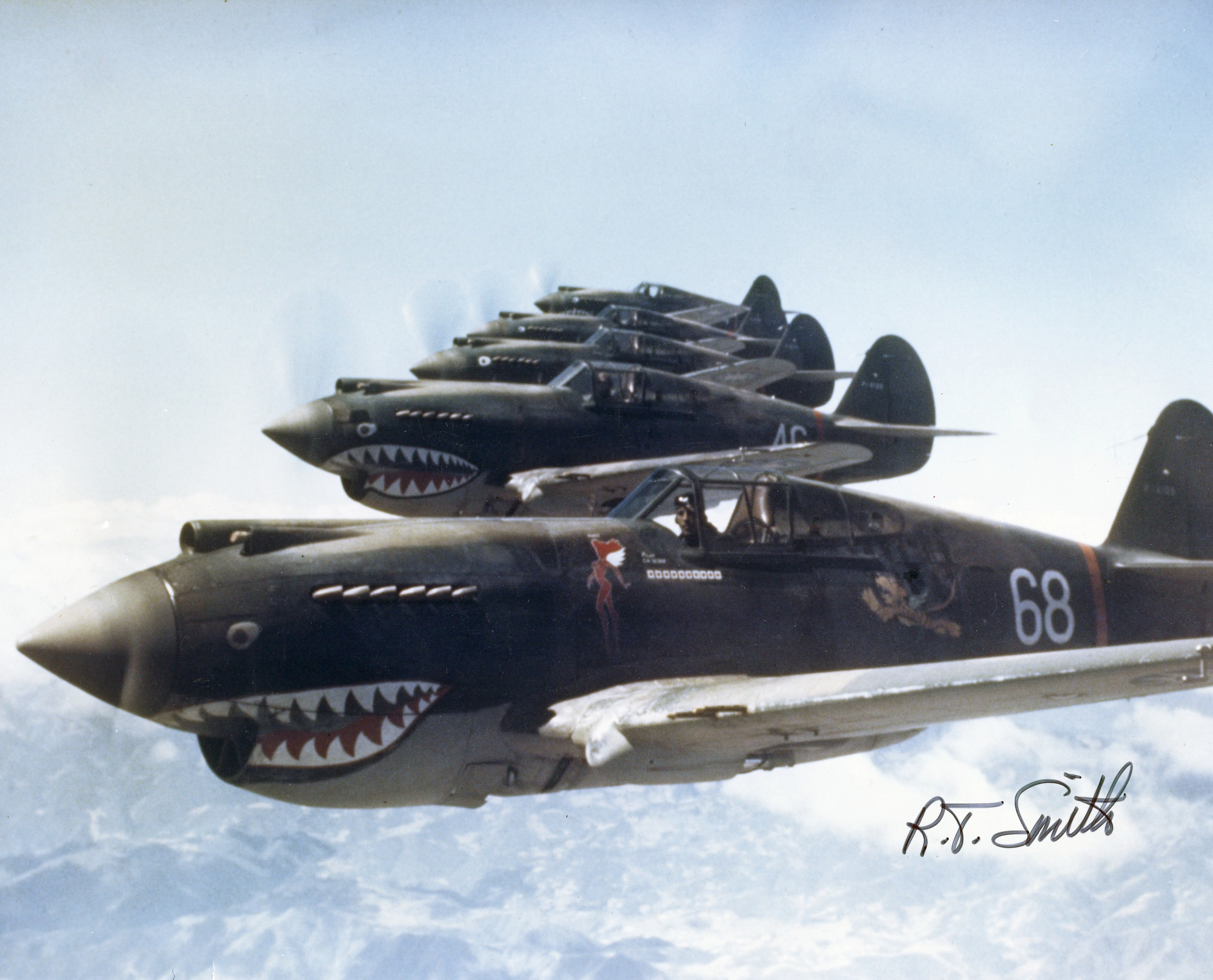
Hells Angels, o 3.º esquadrão do 1.º American Volunteer Group (AVG), Flying Tigers
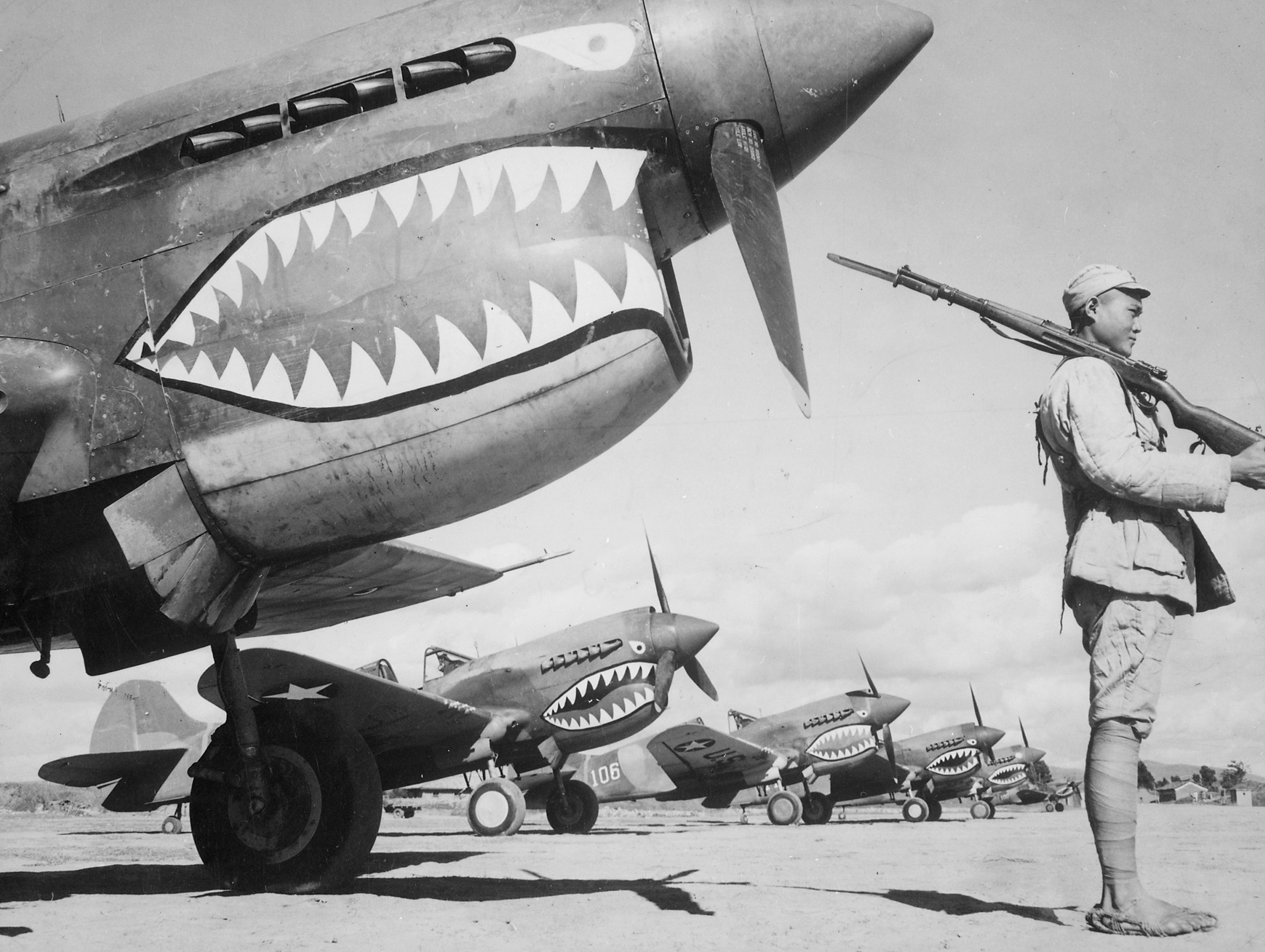
Soldado chinês guardando uma linha de aviões de combate americanos P-40, pintados com o emblema de tubarão dos Flying Tigers
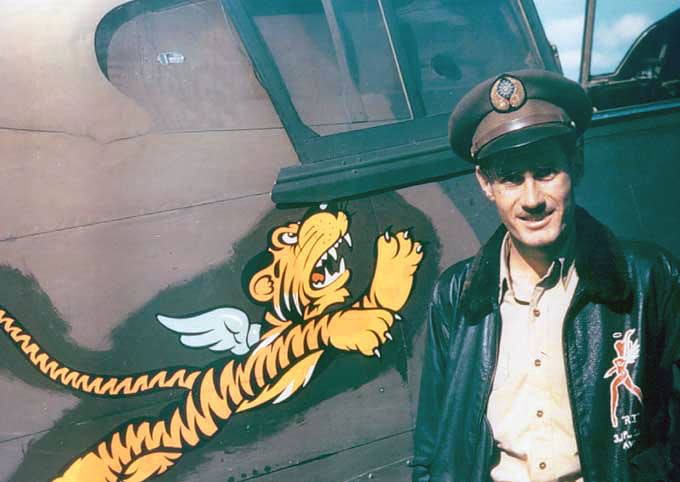
Piloto ao lado da insígnia do 'Tigre Voador', criado pela Walt Disney Company

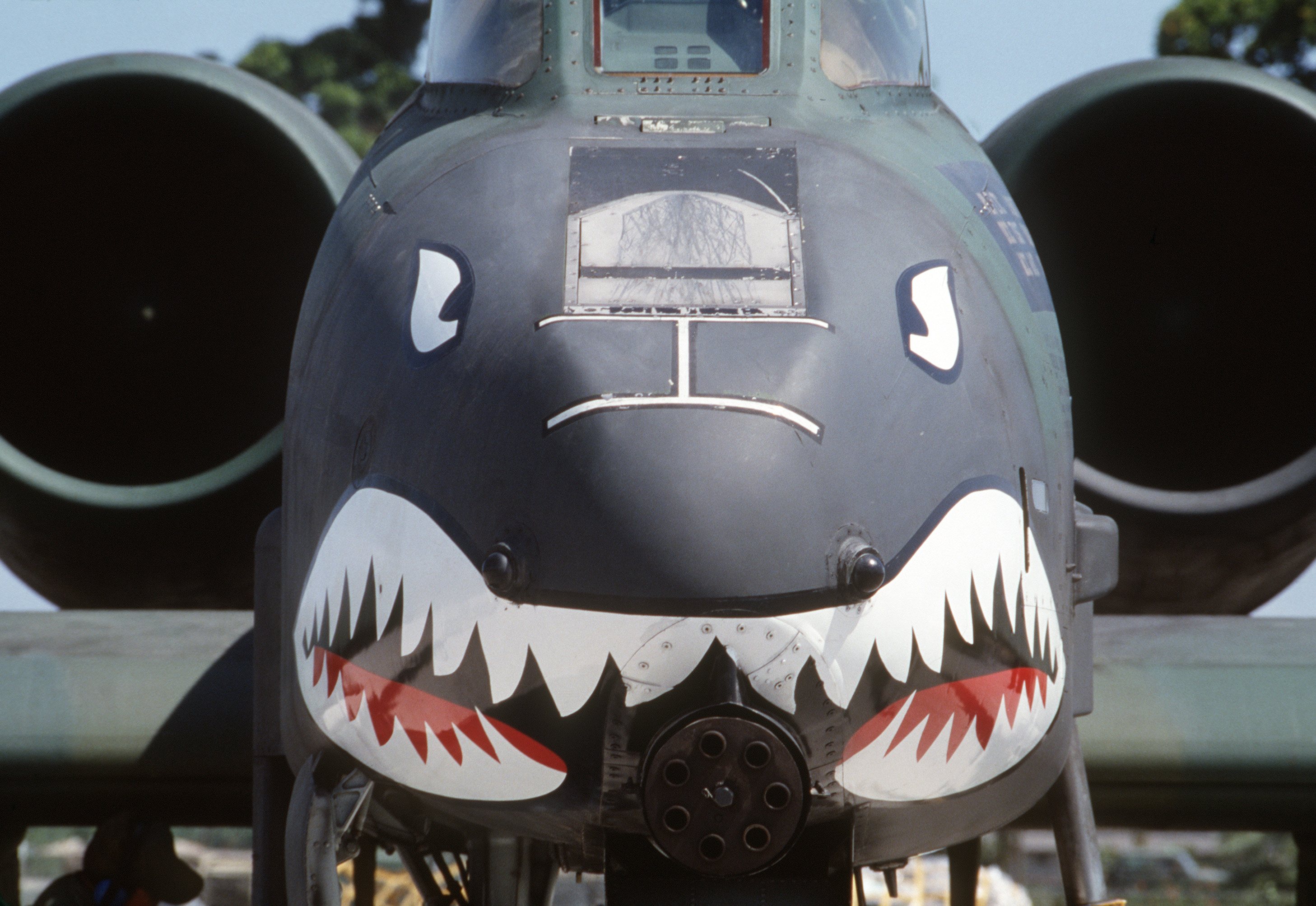
"Cara de tubarão" em um A-10 Thunderbolt II, 1987

Similarmente, quando o 39.º Esquadrão de Caça se tornou o primeiro esquadrão americano em seu teatro com 100 mortes em 1943, eles adotaram a cara de tubarão para seus P-38 Lightning. A cara de tubarão ainda é usada até hoje, mais comumente vista no A-10 Thunderbolt II (com sua boca aberta até o cano do canhão GAU-8 Avenger 30mm da aeronave), especialmente os do 23d Fighter Group (en), a unidade descendente do AVG e um testemunho de sua popularidade como uma forma de nose art.

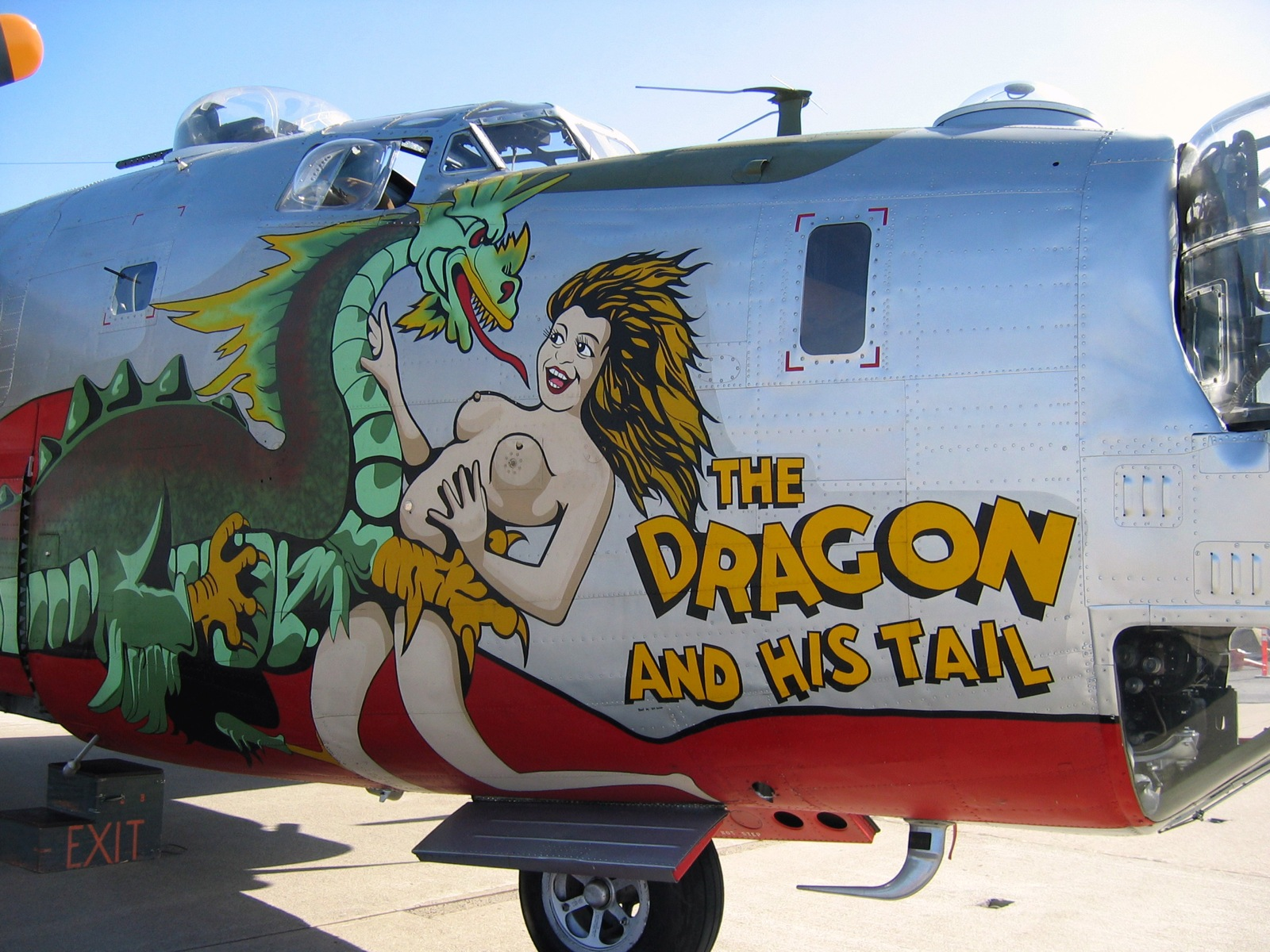
A nose art "The Dragon And His Tail" em um B-24 Liberator

A maior nose art conhecida já retratada foi em um avião de combate americano da Segunda Guerra Mundial, um B-24J Liberator, cauda número 44–40973, que havia sido nomeada "O Dragão e sua Cauda" (The Dragon and his Tail) do 64.º Esquadrão de Bomba da Quinta Força Aérea da Forças Aéreas do Exército dos Estados Unidos, 43.º Grupo de Bombardeamento, no sudoeste do Pacífico, pilotado por uma equipe liderada por Joseph Pagoni, com o sargento Sarkis Bartigian como artista. A obra de arte do dragão corria da cauda da aeronave até o nariz, do lado da fuselagem, com o corpo do dragão retratado diretamente abaixo e logo atrás da cabine, com o dragão segurando uma mulher nua na frente.
Tony Starcer foi um sargento e artista norte-americano residente do 91.º Grupo de Bombardeio (Pesado), um dos seis grupos iniciais da Oitava Força Aérea. Starcer pintou mais de cem peças da renomada nose art de B-17s, incluindo a "Memphis Belle". Um artista comercial chamado Brinkman, de Chicago, foi responsável pela nose art com tema do zodíaco no B-24 Liberator do 834.º Esquadrão de Bombardeio, com sede em RAF Sudbury, Inglaterra.
Pesquisas contemporâneas demonstram que as equipes de bombardeiros, que sofreram altas taxas de baixas durante a Segunda Guerra Mundial, frequentemente desenvolveram fortes laços com os aviões que estavam pilotando e os carinhosamente os decoraram com nose art. As equipes de voo também acreditavam que a nose art trazia "sorte" aos aviões.
O trabalho artístico das garotas pin-up de Alberto Vargas da Esquire Magazine era muitas vezes duplicado ou adaptado por equipes da força aérea e pintado no nariz de aeronaves americanas e aliadas durante a Segunda Guerra Mundial.

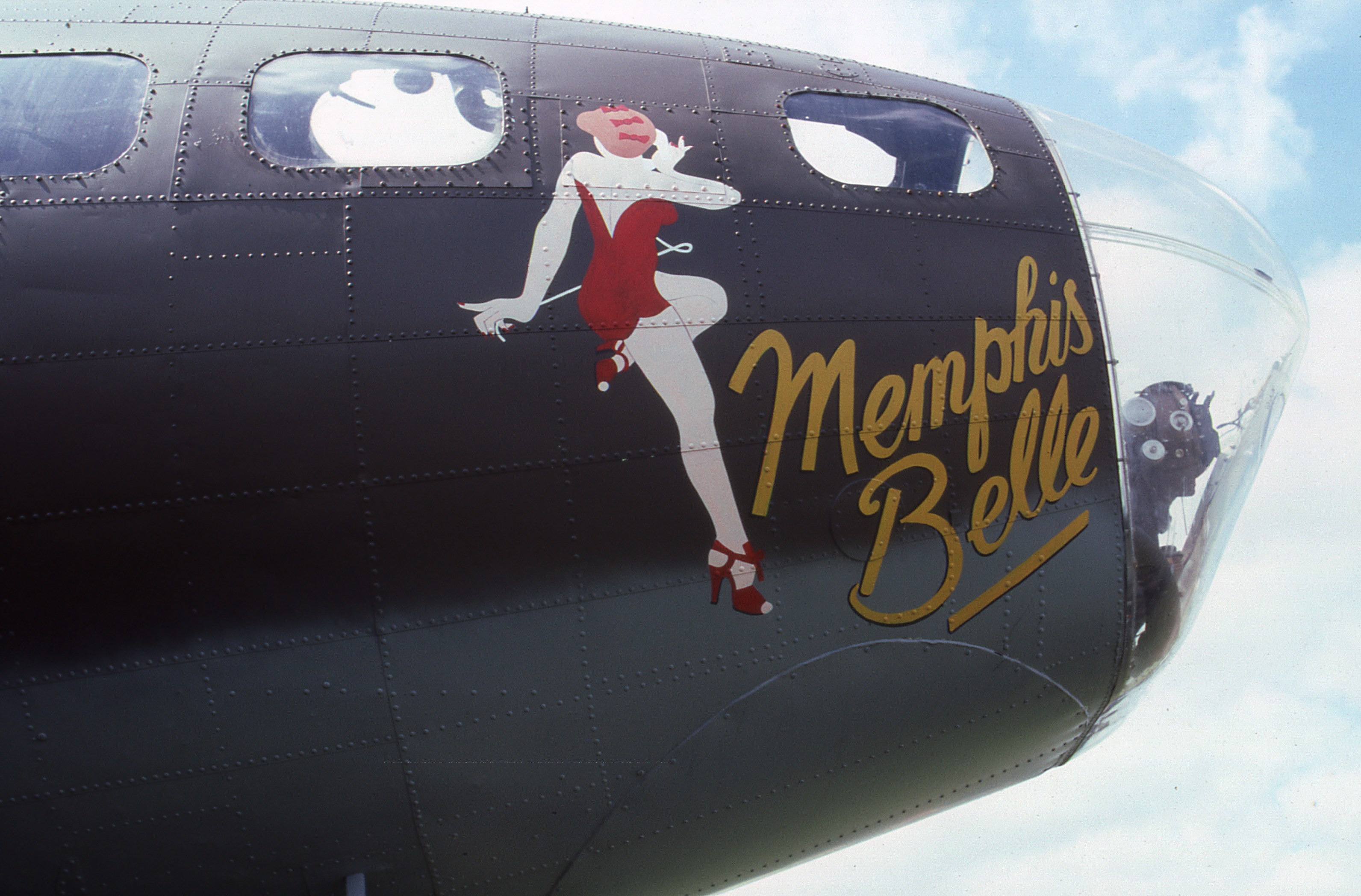
Nose art "Memphis Belle" em um C-141

Algumas nose art eram comemorativas ou destinavam-se a homenagear certas pessoas ou eventos, como o "The Ernie Pyle" do B-29 Superfortress.
Na Guerra da Coreia, a nose art era popular entre as unidades que operavam os bombardeiros A-26 e B-29, os transportes C-119 Flying Boxcar e os caças-bombardeiros da USAF. Devido a mudanças nas políticas militares e mudanças de atitudes em relação à representação das mulheres, a quantidade de nose art diminuiu após a Guerra da Coreia.
Durante a Guerra do Vietnã, as gunships Lockheed AC-130 dos Esquadrões de Operações Especiais da Força Aérea dos EUA frequentemente recebiam nomes das nose art que estavam desenhadas nelas  – por exemplo "Thor", "Azrael – Anjo da Morte", "Ghost Rider", "Senhor da Guerra" e "O Árbitro".
A nose art voltou a ser usada durante a Guerra do Golfo e tornou-se mais comum desde que a Operação Liberdade Duradoura e a Guerra do Iraque começaram. Muitas equipes estão mesclando obras de arte como parte dos padrões de camuflagem. A Força Aérea dos Estados Unidos sancionou não oficialmente o retorno do pin-up (com mulheres vestidas, no entanto), com o Strategic Air Command permitindo a nose art em sua força de bombardeiros nos últimos anos do Comando. A continuação de nomes históricos como "Memphis Belle" foi incentivada.

## Variação regional

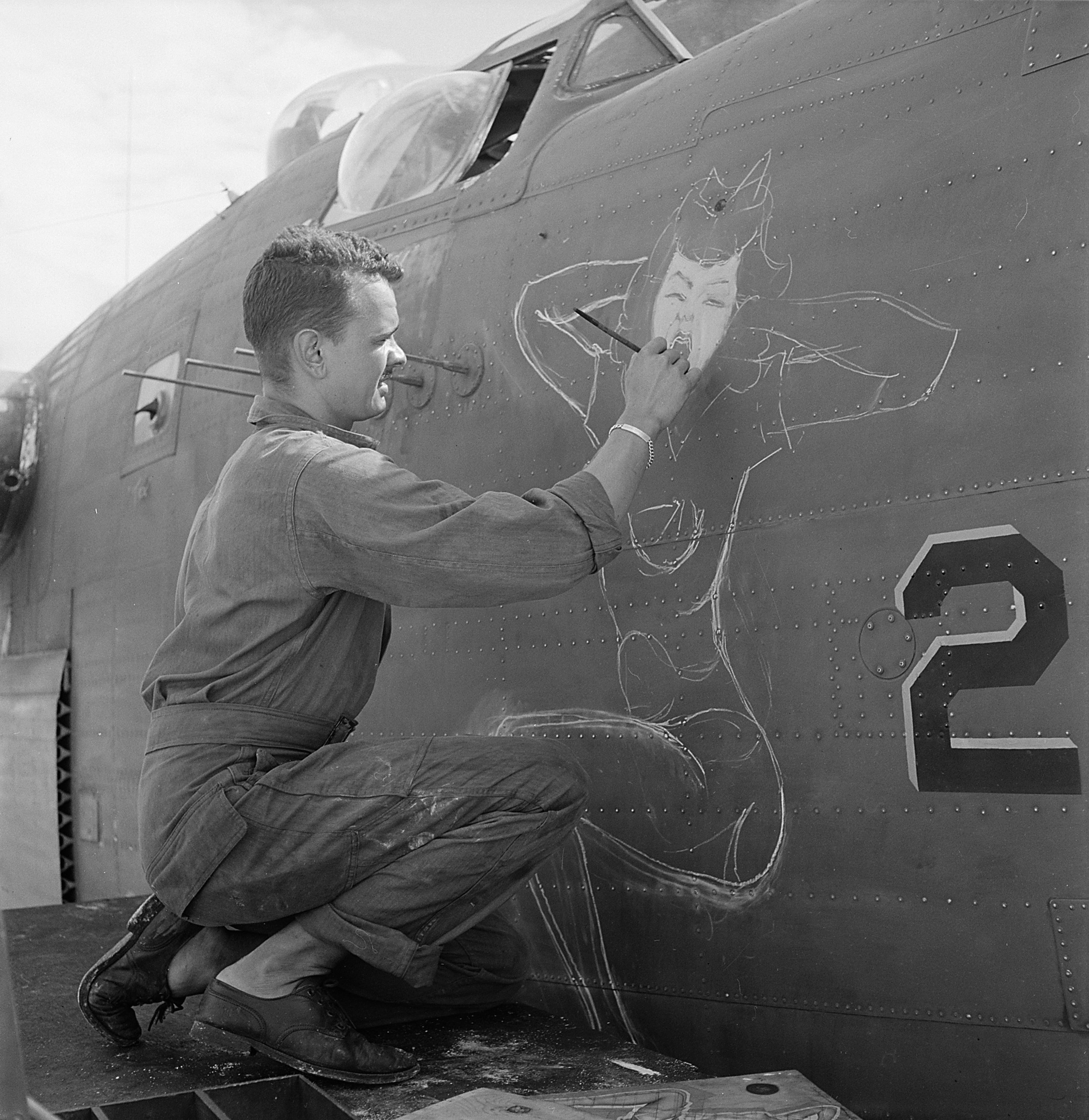
Sgt. J.S. Wilson pintando em um bombardeiro em Enewetak, junho de 1944

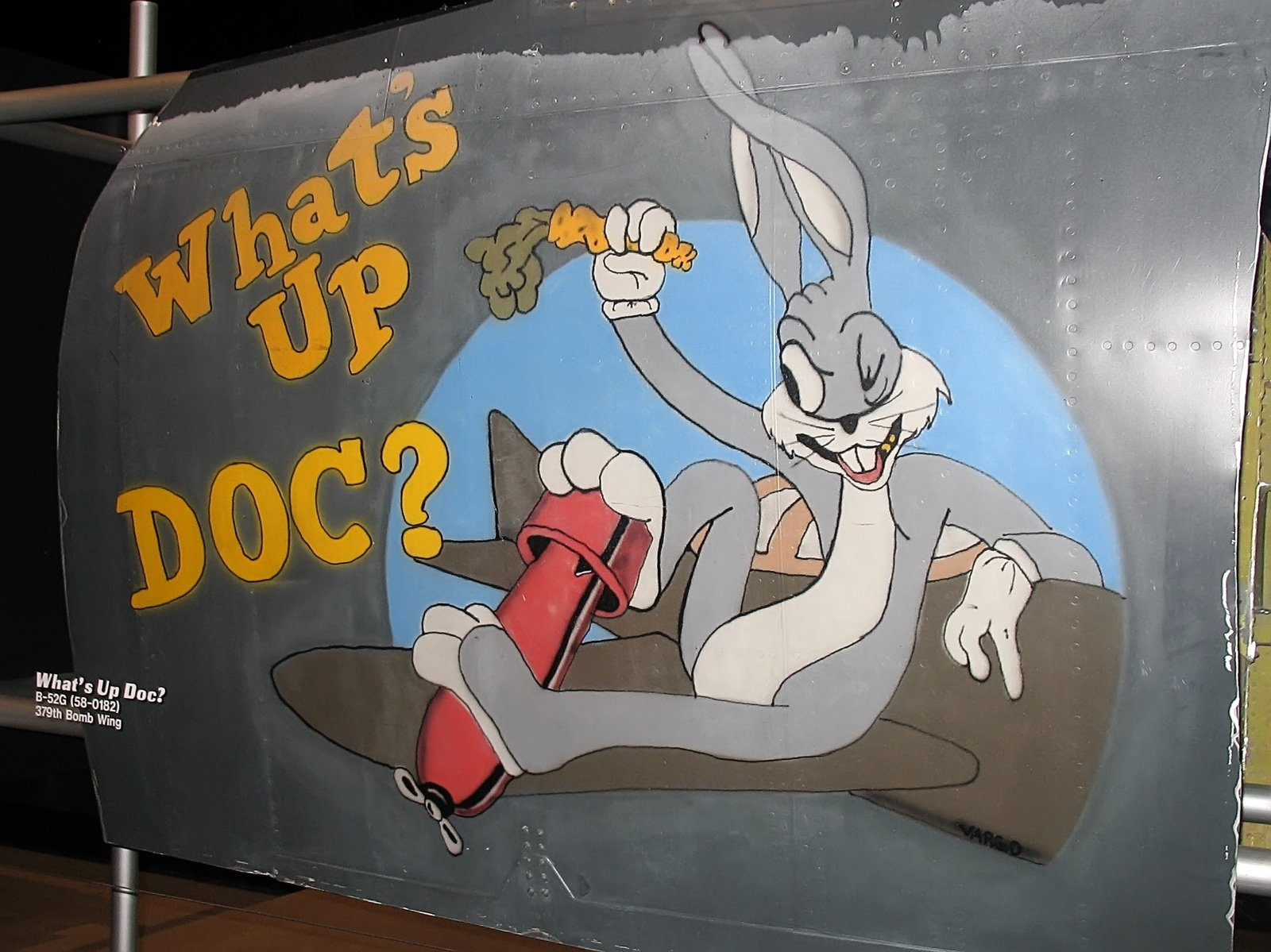
Bugs Bunny em um B-52

O material de origem da nose art é variado, nos Estados Unidos por exemplo, variava de pin-ups, como da Rita Hayworth ou Betty Grable e personagens de desenhos animados como Donald Duck, Bugs Bunny e Popeye a personagens patrióticos (Yankee Doodle) e heróis fictícios (Sam Spade). Símbolos de sorte, como dados e cartas de baralho, também inspiraram a nose art, além de referências à mortalidade como o Ceifador. Desenhos animados e pin-ups eram os mais populares entre os artistas estadunidenses, mas outros trabalhos incluíam animais, apelidos, cidades nativas e títulos populares de músicas e filmes. Algumas nose arts e slogans impuseram desprezo ao inimigo, especialmente aos líderes inimigos.
Quanto mais longe os aviões e a tripulação estavam de seus quartéis-generais, mais racista a arte tendia ser. Por exemplo, a nudez era mais comum na nose art em aeronaves no Pacífico do que em aeronaves na Europa.
As aeronaves da Luftwaffe não costumavam exibir nose art, mas haviam exceções. Por exemplo, o Mickey Mouse adornou um Bf 109 da Legião Condor durante a Guerra Civil Espanhola e um Ju 87A foi decorado com um grande porco dentro de um círculo branco durante o mesmo período. O Bf-109E-3 da JG 26 de Adolf Galland também tinha uma representação de Mickey Mouse, segurando um telefone castiçal nas mãos, em meados de 1941. Um Ju 87B-1 (Geschwaderkennung S2+AC) da Stab II/St. G 77, pilotado pelo Major Alfons Orthofer, de Breslau-Schöngarten (atual Aeroporto de Breslávia-Copérnico), durante a invasão da Polônia, foi pintado com a boca de tubarão, e alguns Bf 110s foram decorados com cabeças de lobo furiosos, vespas estilísticas (como as das unidades SKG 210 e  ZG 1) ou, como no caso da ZG 76, as bocas de tubarão que inspiraram o Esquadrão N.º 112 da RAF e, por sua vez, os Tigres Voadores da China, nos narizes ou nas capas dos motores. Outro exemplo foi o Bf-109G-14 de Erich Hartmann, "Lumpi", com a cabeça de uma águia. A asa de caças Jagdgeschwader 54 era conhecida como Grünherz (Corações Verdes) por seu emblema de fuselagem, um grande coração verde. A Geschwader foi originalmente formada em Thüringen, apelidado de "o coração verde da Alemanha". Talvez a arte nose art chamativa  da Luftwaffe tenha sido a insígnia de uma cobra vermelha e branca, que percorria toda a fuselagem de certos Ju 87 Stukas, que serviam o II Gruppe, especialmente o 6.
A Força Aérea Soviética também decorava seus aviões com imagens históricas, criaturas míticas e principalmente slogans patrióticos.
A atitude da Força Aérea da Finlândia em relação à nose art variava de acordo com a unidade. Algumas unidades proibiam, enquanto outras a toleravam. Geralmente a nose art da Força Aérea da Finlândia era humorística ou satírica, como o "Stalin chifrudo" no Curtiss P-36 do major Maunula.
A Força Aérea de Autodefesa do Japão decorou aviões de combate com personagens temáticos das Valquíria, sob os nomes de Águia Mística e Águia de Tiro. Desde 2011, a Força Terrestre de Autodefesa do Japão possui helicópteros anti-tanque AH-1S Cobra e helicópteros de observação Kawasaki OH-1, chamados Ita-Cobra e Ita-Omega respectivamente, decorados com o tema das 4 irmãs "Kisarazu Akane" (Akane, 木更津茜; Aoi, 木更津葵; Wakana, 木更津若菜; Yuzu, 木更津柚子). A Aoi-chan apareceu pela primeira vez em 2011, seguida pelas outras três irmãs em 2012.
As Forças Canadenses relataram ter nose art nos helicópteros CH-47D Chinook e CH-146 Griffon no Afeganistão.

## Banimentos
Em 1993, o Comando de Mobilidade Aérea da Força Aérea dos Estados Unidos ordenou que toda nose art fosse neutra em termos de gênero.

## Exemplos notáveis

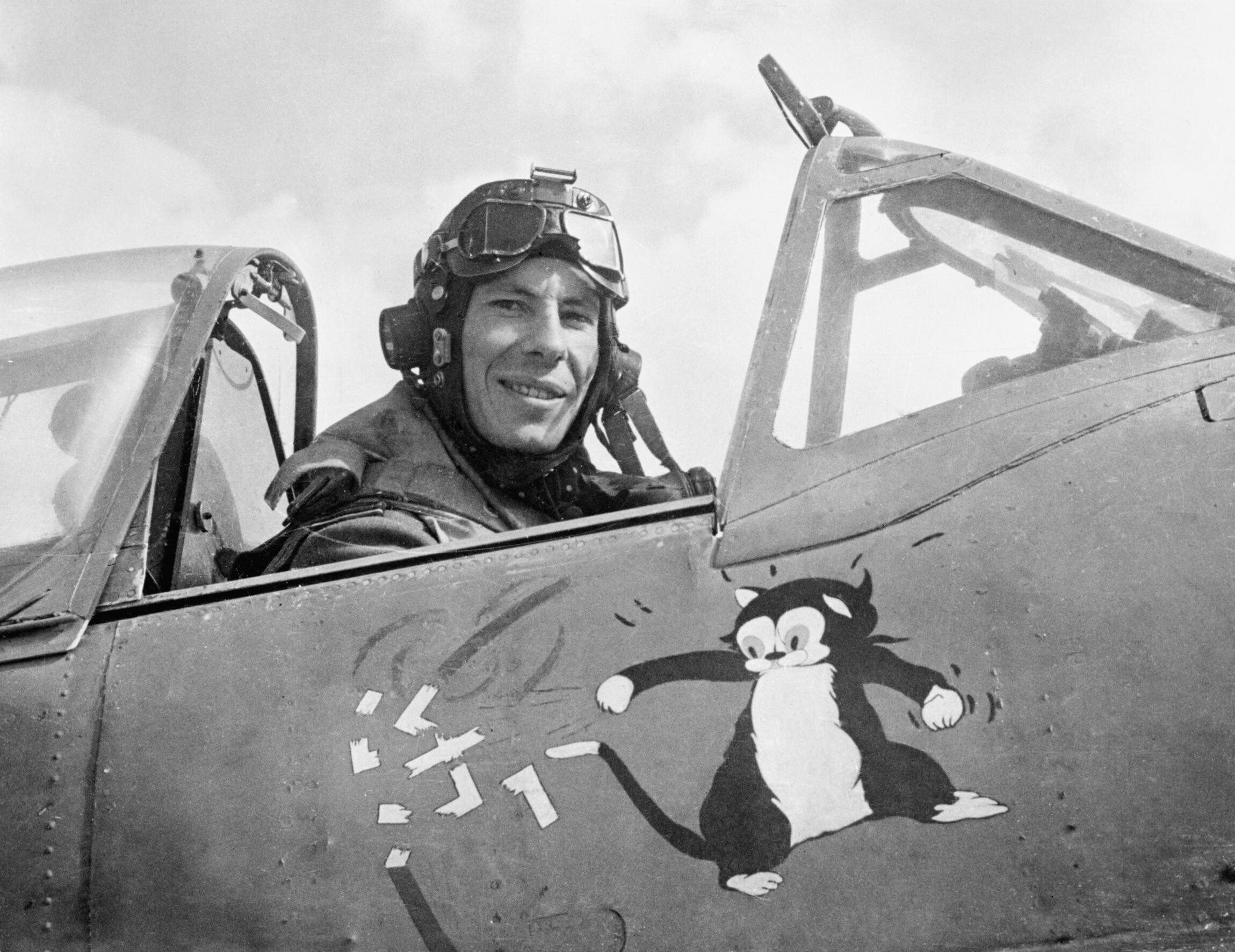
Ian Gleed em seu Supermarine Spitfire com o desenho "Figaro the Cat", abril de 1943

Adolf Galland era famoso por ter pintado o Mickey Mouse em sua aeronave, e o mascote foi adotado por seu Gruppe durante a fase inicial da Segunda Guerra Mundial.
Werner Mölders voou um Bf 109F-2 de nariz amarelo enquanto estava na JG 51, em junho de 1941.
Outros ases de caças e sua nose art se tornaram sinônimos.
- O P-51C de Don Gentile chamado "Shangri-La", com uma águia com luvas de boxe.
- O P-51D de John D. Landers, que exibia um tabuleiro de xadrez em preto e branco com detalhes em vermelho.
- A série de aeronaves de Chuck Yeager chamada "Glamorous Glennis", com letras brilhantes.
- Os Hurricanes e Spitfires de Ian Gleed tinham Figaro the Cat do filme de animação da Disney de 1940 Pinóquio.
- O Hawker Tempest de Pierre Clostermann, Tempest Le Grand Charles, apresentava uma Cruz de Lorena.
- O Spitfire IX de Johnny Johnson apresentava a folha de bordo canadense.
- O Bf 109s de Erich Hartmann apresentou um design diferenciado de "tulipa negra" na parte da frente da capota, logo atrás do spinner.
- James MacLachlan, que voou com um braço artificial, teve seu Hawker Hurricane adornado com uma foto de seu braço amputado, dando um sinal de V.

As marcações de ases eram frequentemente adotadas por seus esquadrões, como o Mickey Mouse de Galland e a tulipa negra de Hartmann (ainda em uso até recentemente na aeronave do JG 71 "Richthofen" — que não se sabe estar em uso no novo Eurofighter Typhoons da unidade).
Ted W. Lawson, que (junto com o jornalista Bob Considine) escreveu sobre o Ataque Doolittle de 1942 em Thirty Seconds Over Tokyo, pilotou um bombardeiro B-25 Mitchell apelidado de The Ruptured Duck, após um pequeno acidente de treinamento no qual a cauda da aeronave bateu no solo durante a decolagem; este evento foi decorado com uma caricatura de uma figura zangada do Pato Donald com muletas e usando fones de ouvido de piloto.

## Arte similar
Projetos semelhantes à nose art da aviação podiam ser encontrados durante a Segunda Guerra Mundial em alguns barcos torpedeiros britânicos e submarinos alemães e americanos.

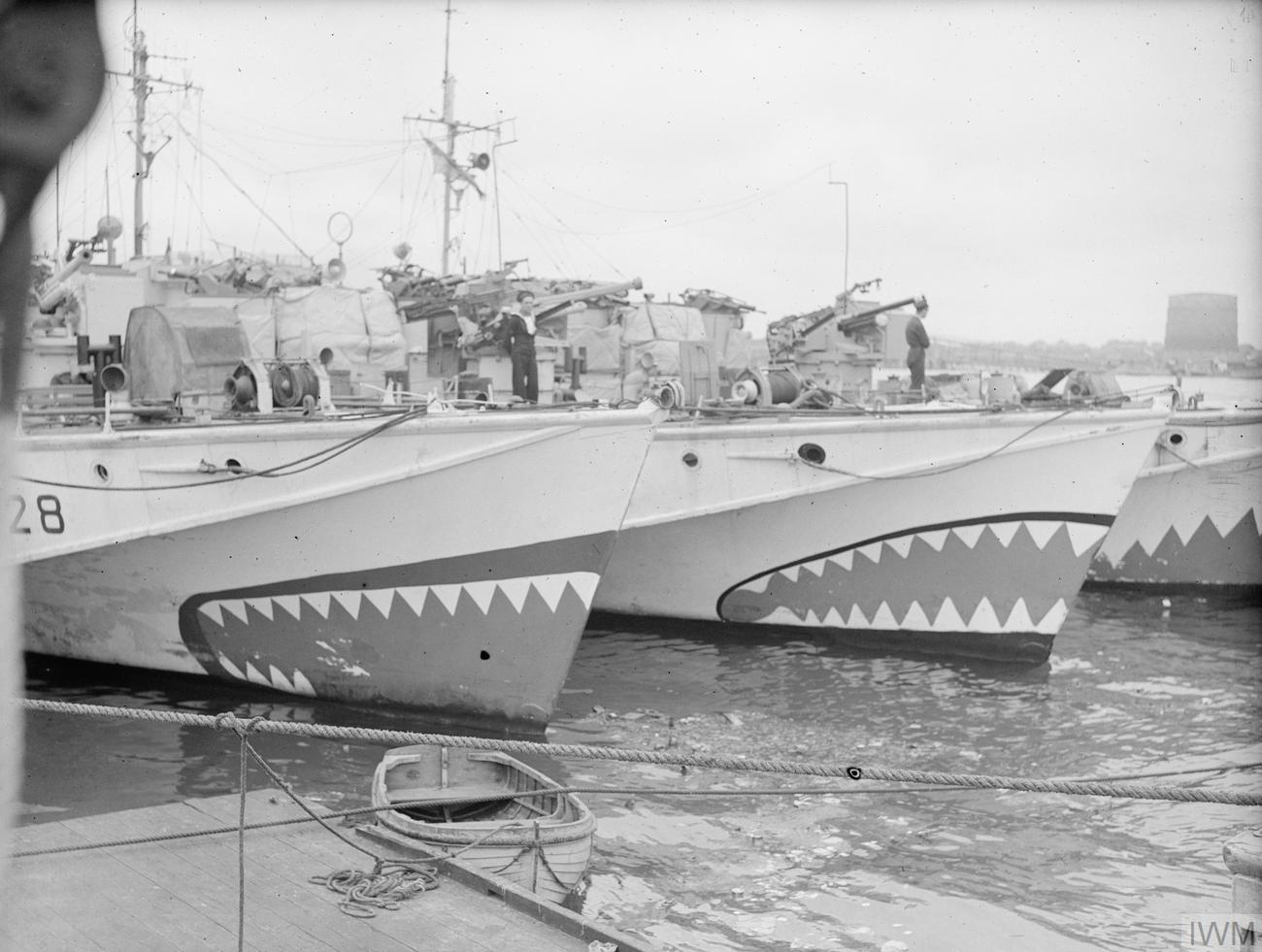
Barcos torpedeiros a motor da Marinha Real decorados com bocas de tubarão, junho de 1944
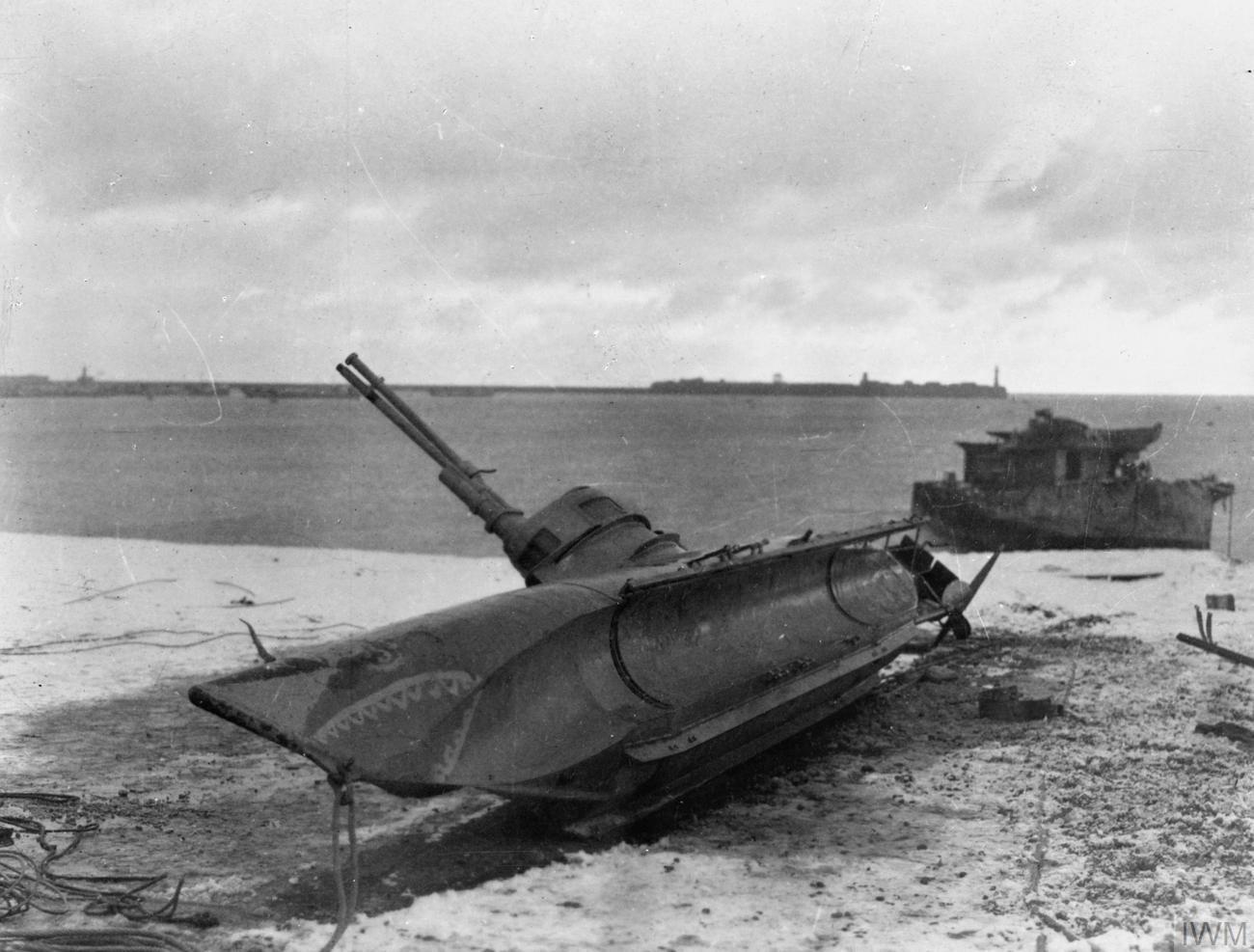
Um minissubmarino alemão Biber capturado com um design de boca de tubarão
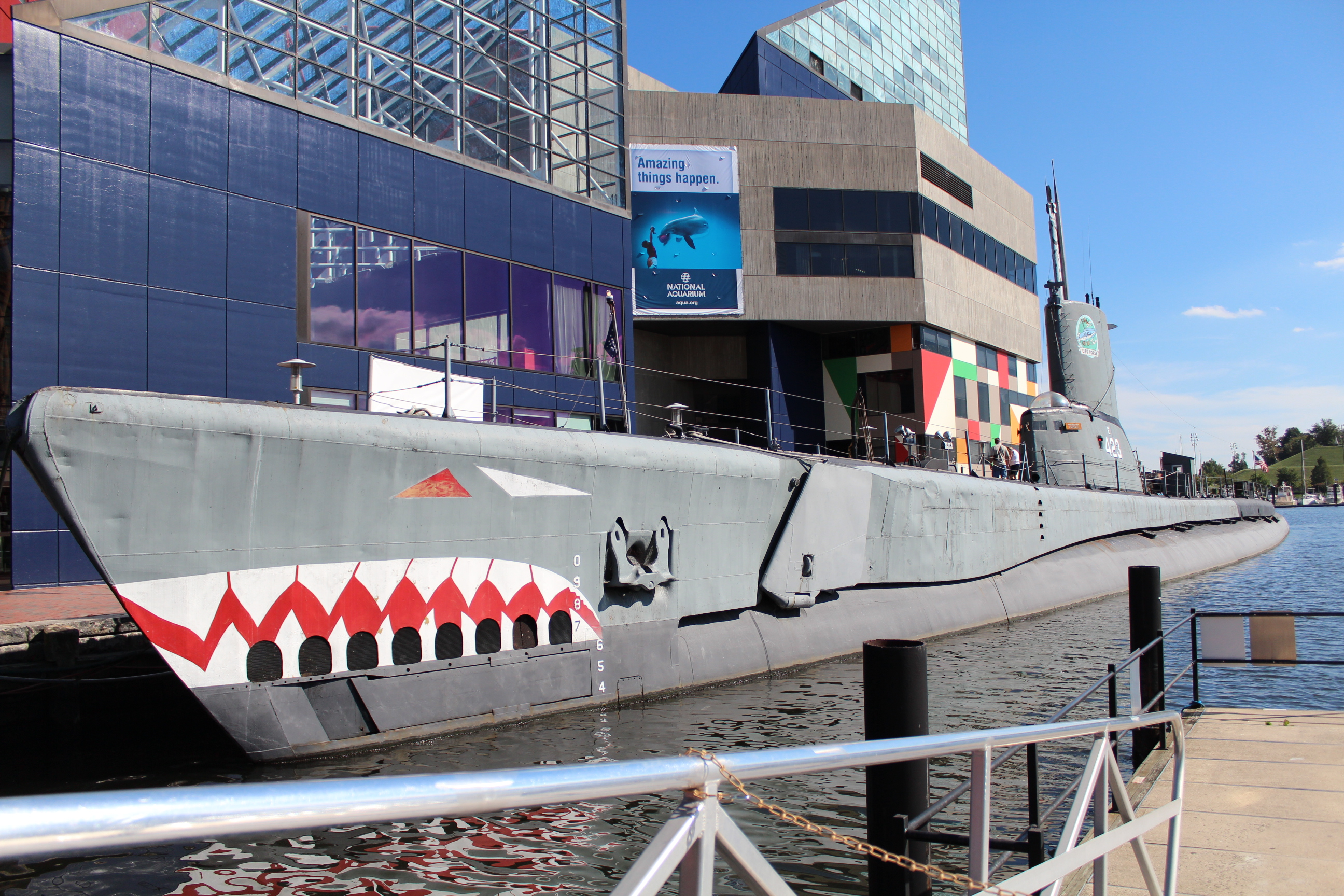
USS Torsk, um submarino da Segunda Guerra Mundial, agora um dos Navios Históricos em Baltimore

## Galeria

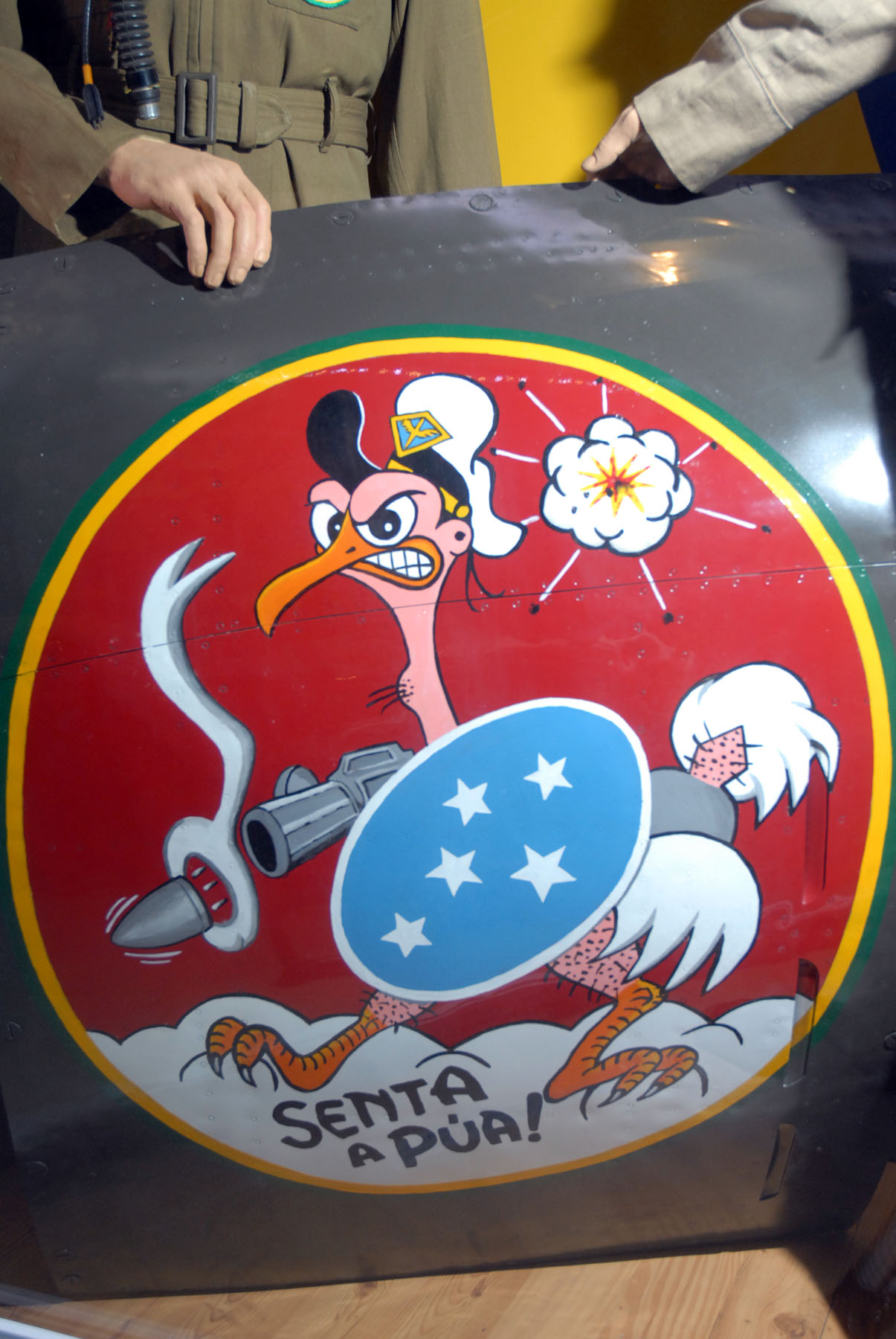
"Senta a pua!", Museu Nacional da Força Aérea dos Estados Unidos, 2007
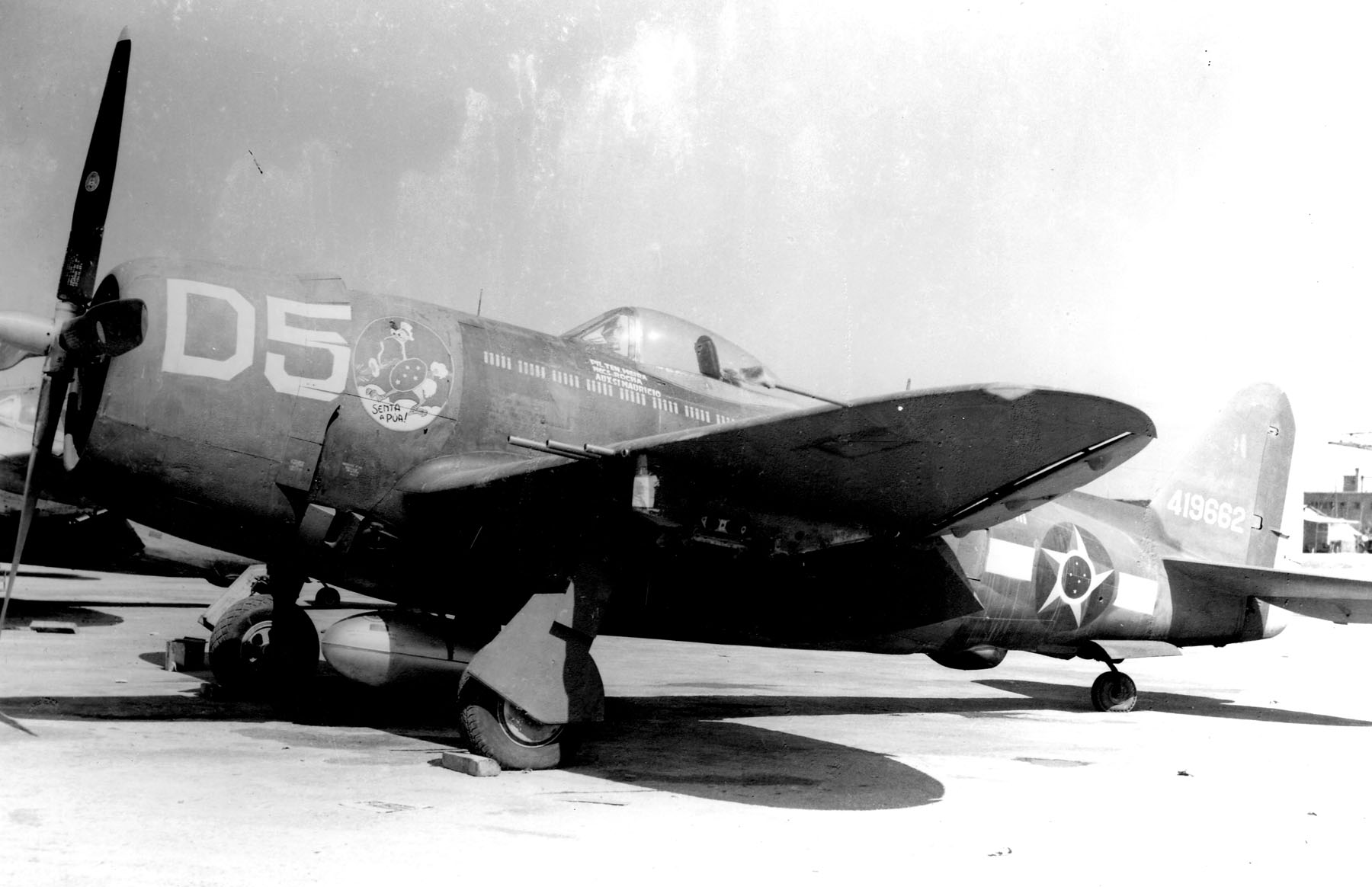
"Senta a pua!" no P-47 da FAB
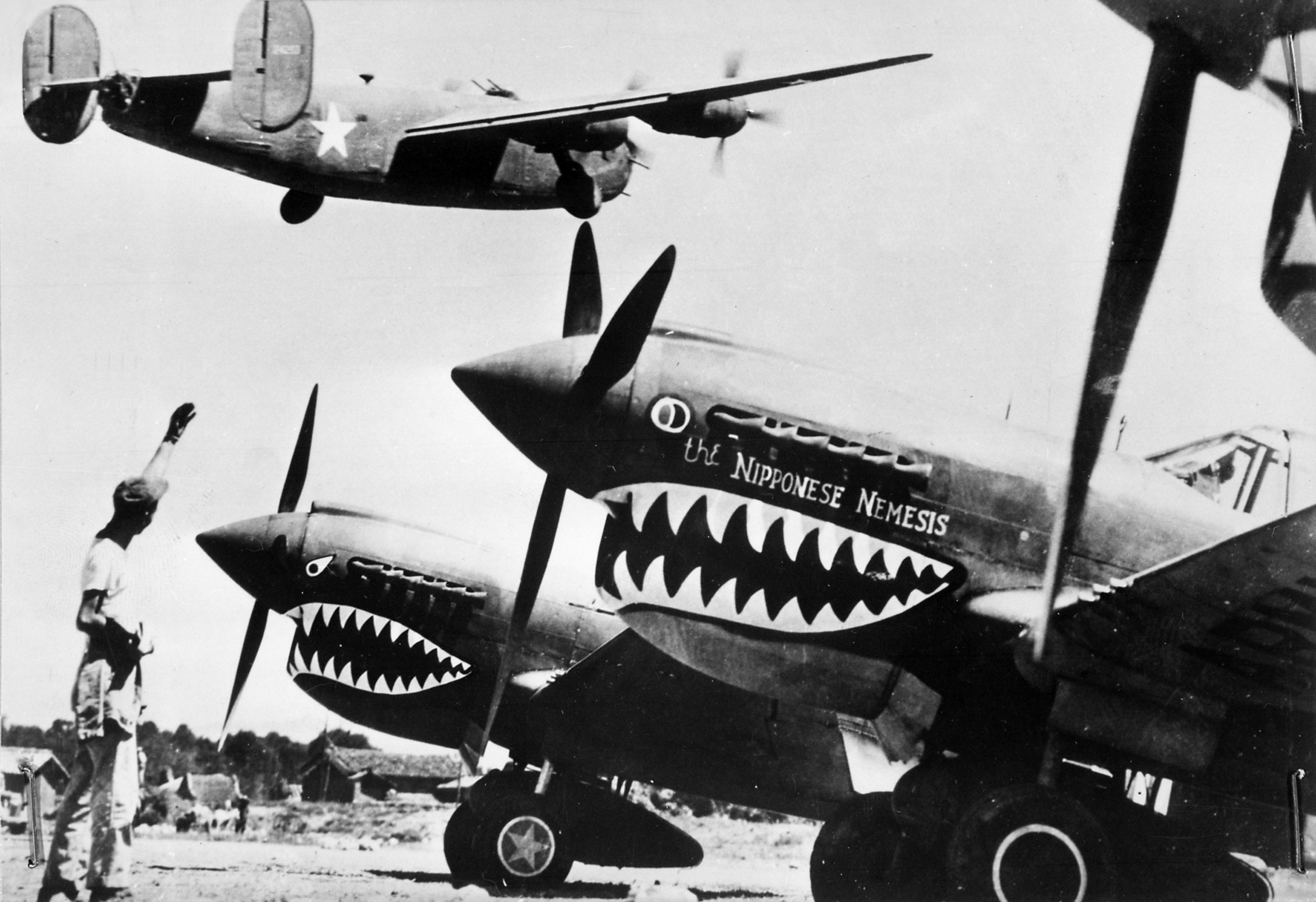
Bombardeiro B-24 sobrevoando caças P-40 em uma base avançada dos EUA na China, c. 1943
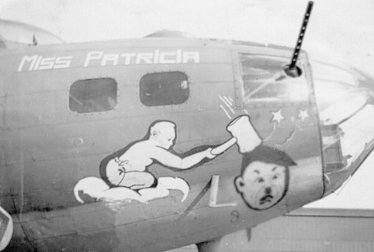
"Miss Patricia", setembro de 1943
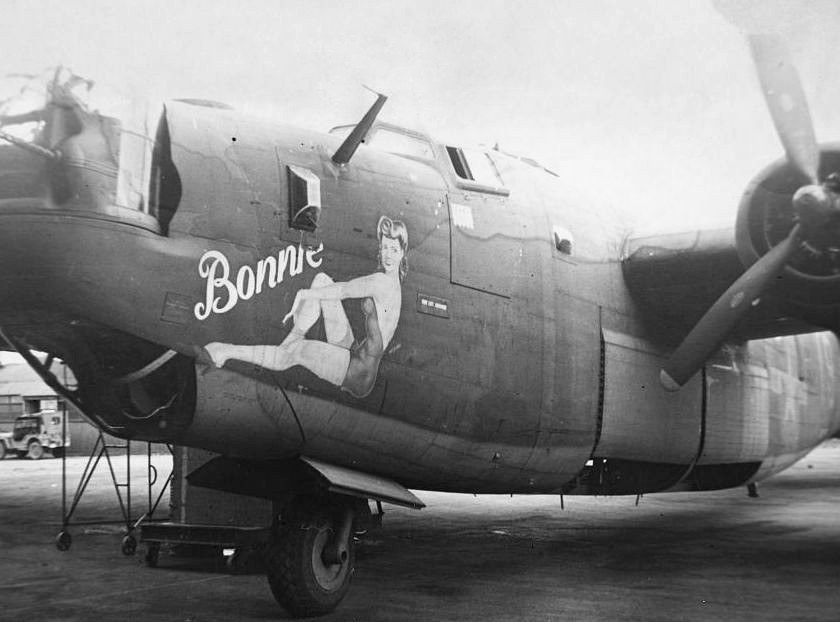
Bombardeiro B24 representando um pin-up "Bonnie", c. 1945
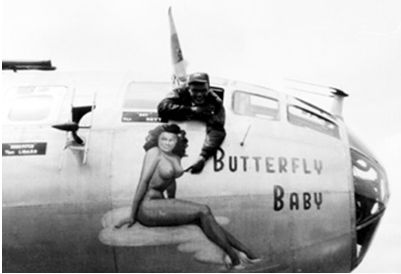
Nose art no B-29 "Butterfly Baby", c. 1947
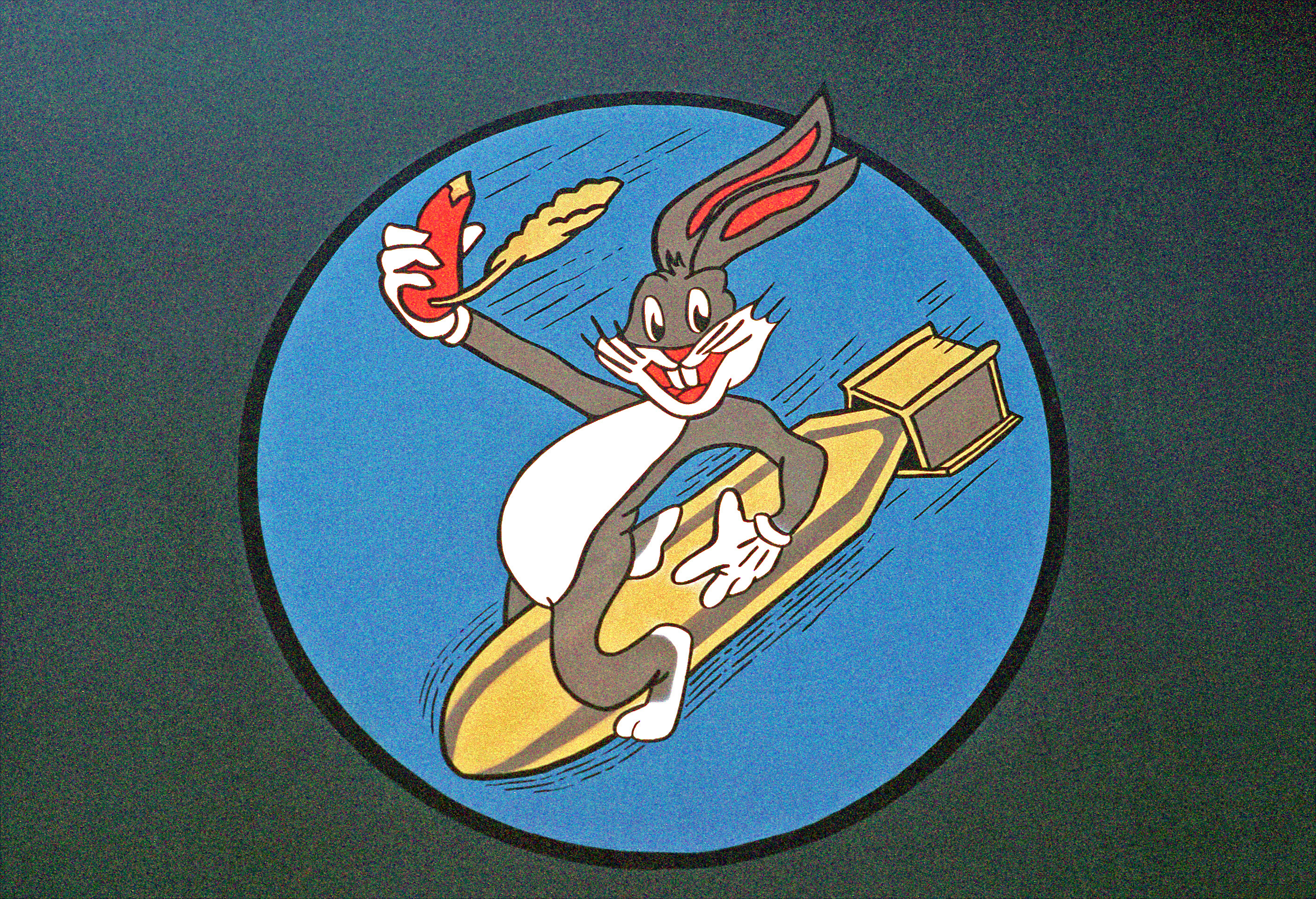
Bugs Bunny em um FB-111, Base Aérea da Reserva March, 1998
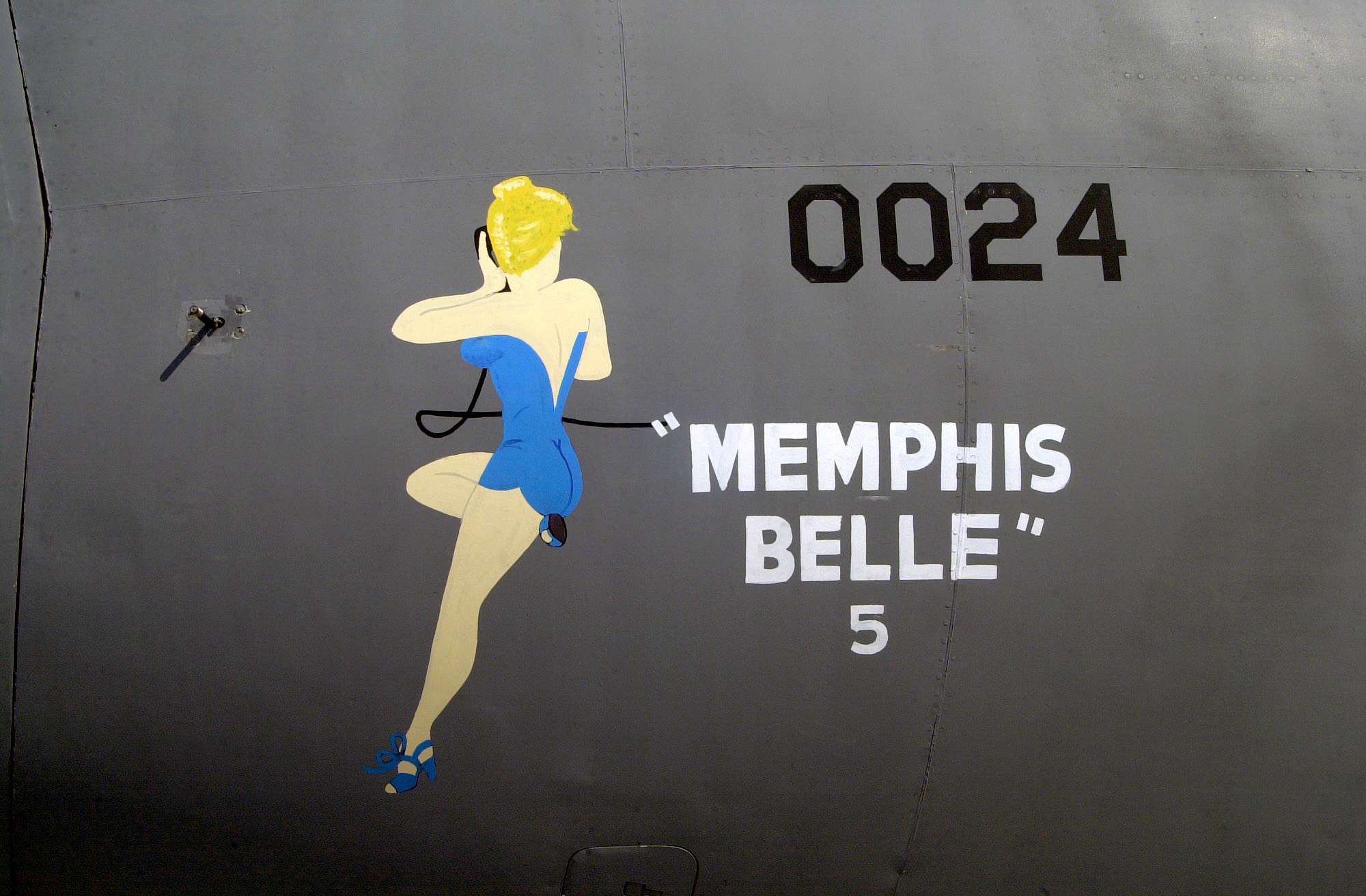
"Memphis Belle" em um C-141, Base Aérea de Sigonella, Itália, 2001
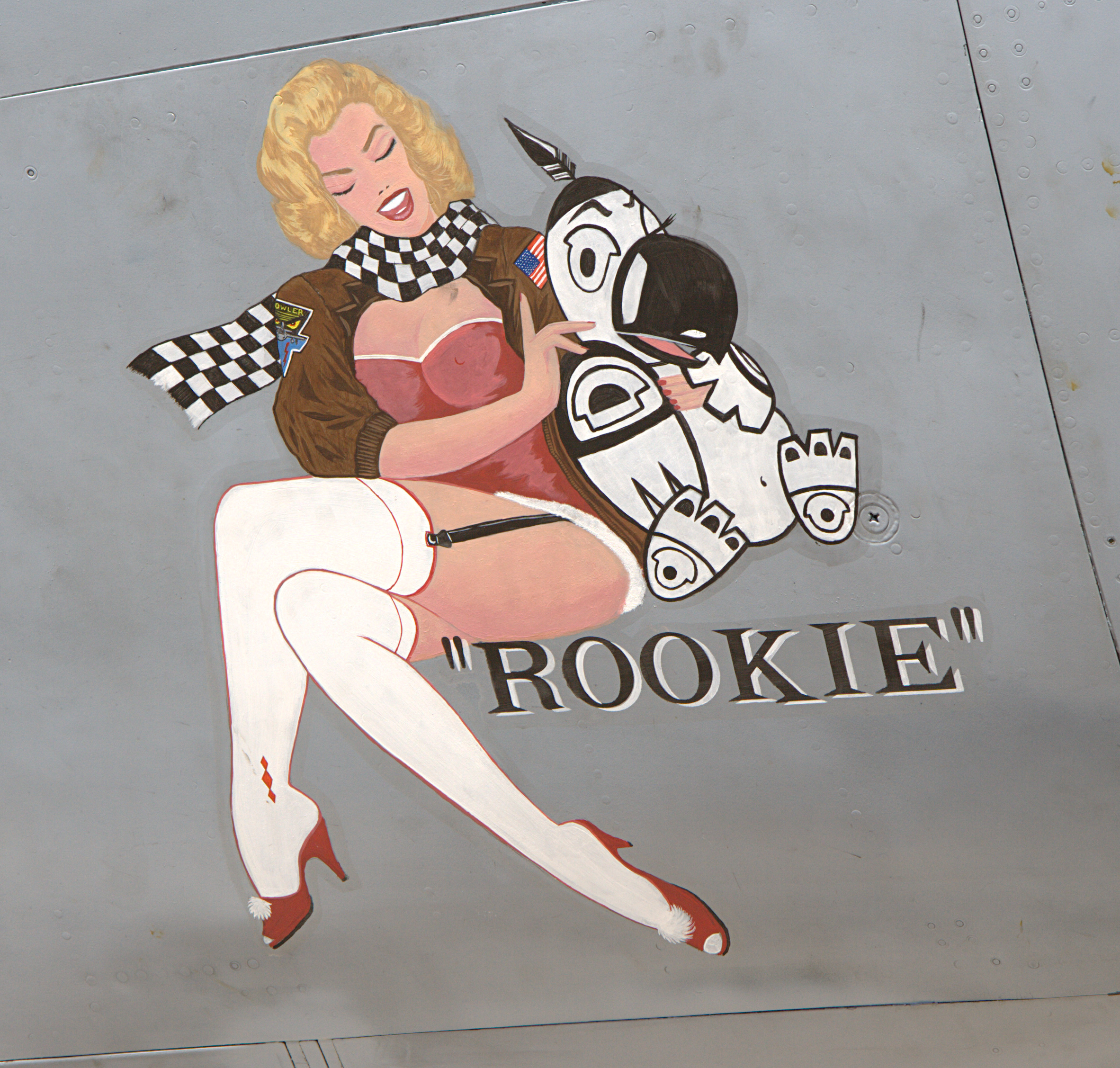
"Rookie", EA-6B Prowler, 2008
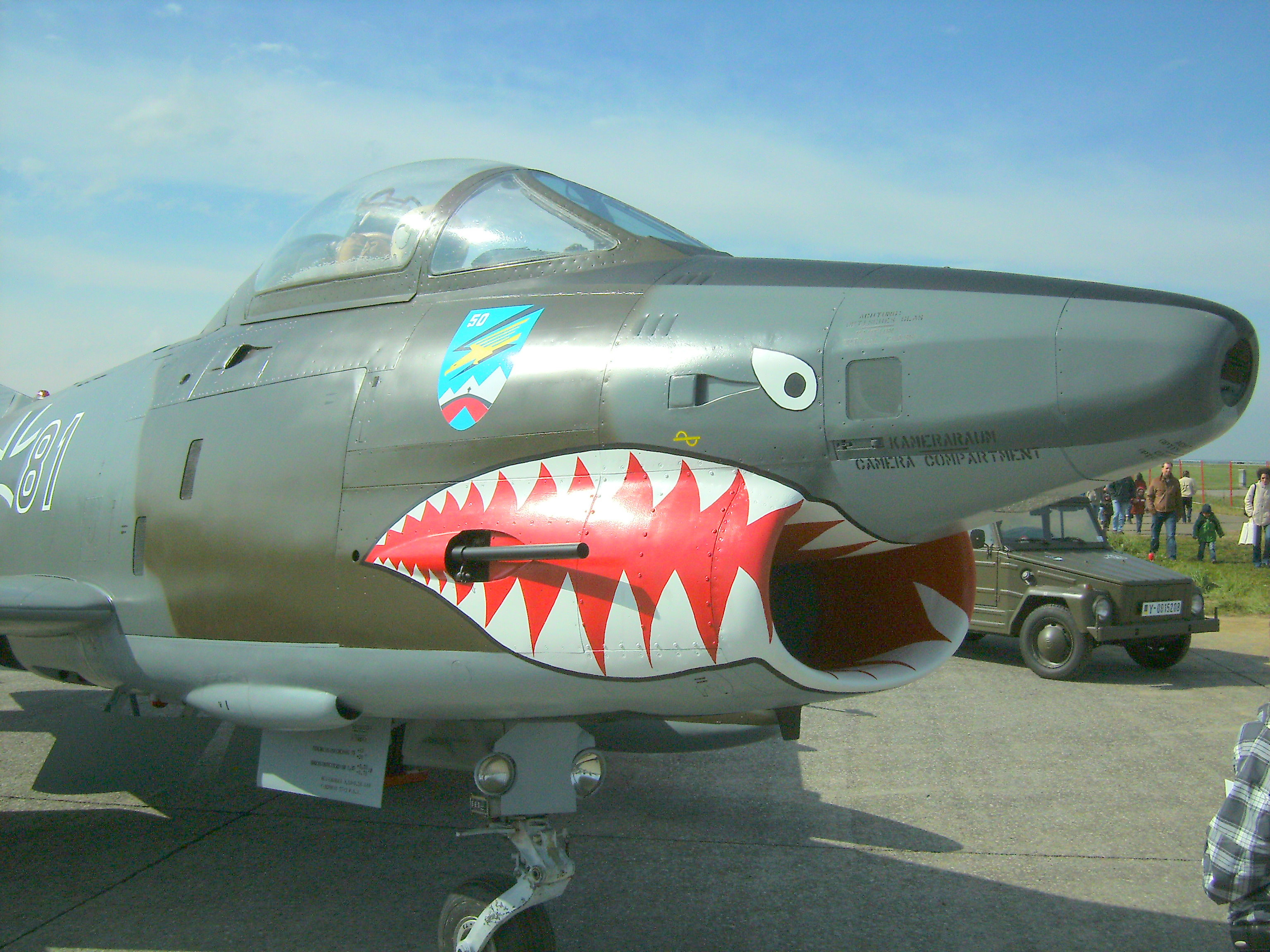
Aeroporto de Memmingen, 2008
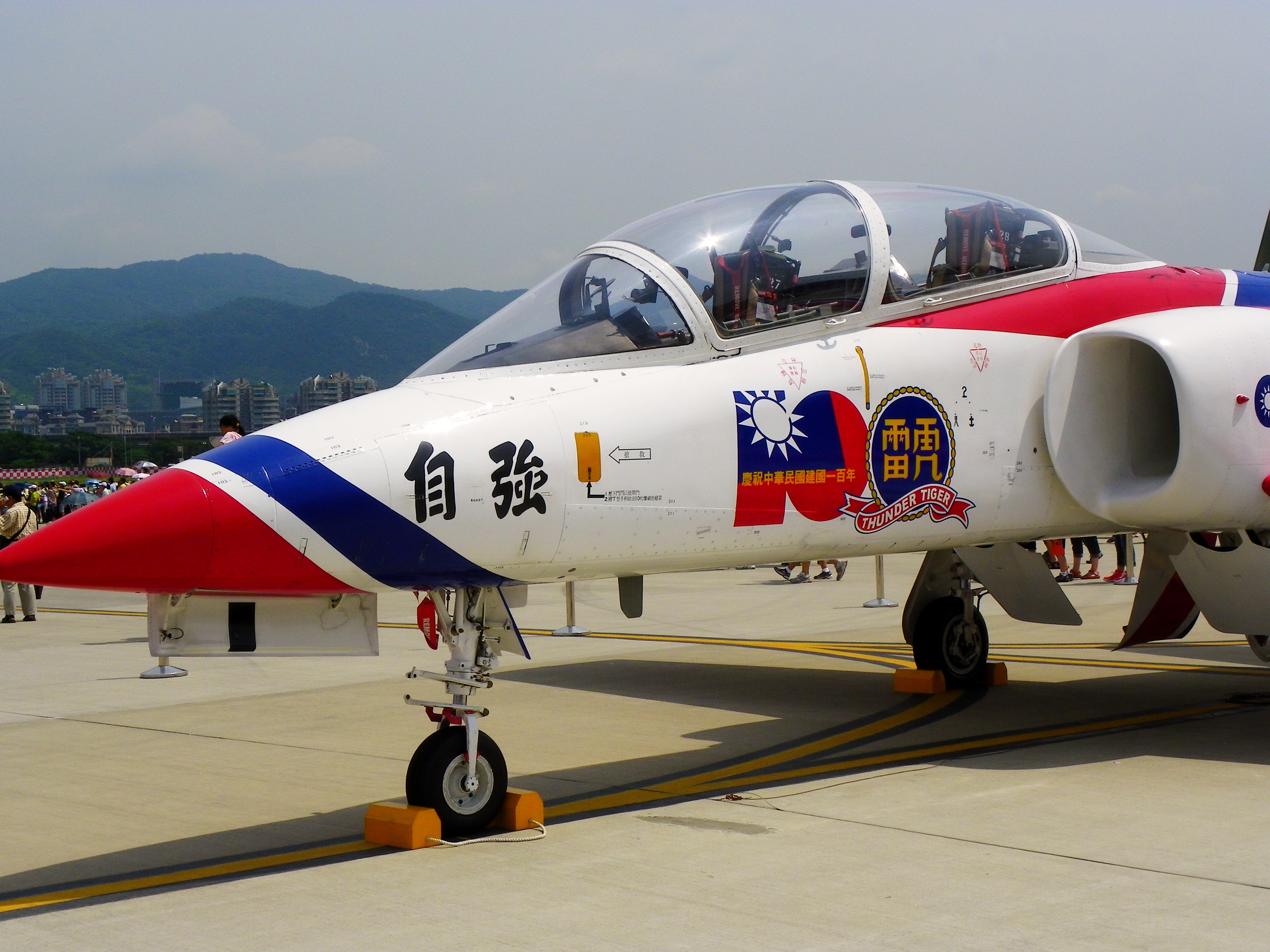
Base da Força Aérea de Songshan, Taipei, 2011
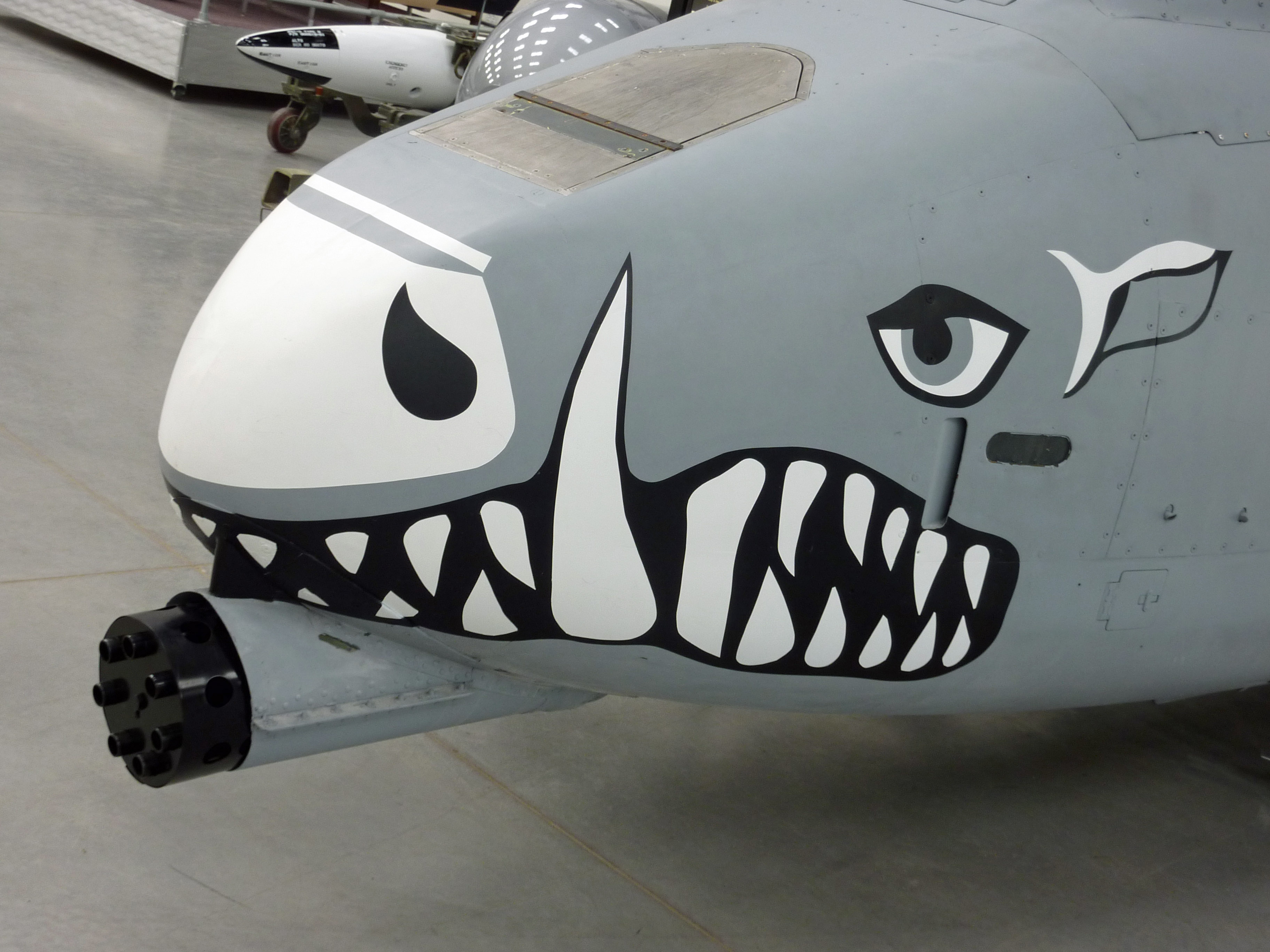
A-10 Thunderbolt, Pima Air & Space Museum, Arizona, 2011
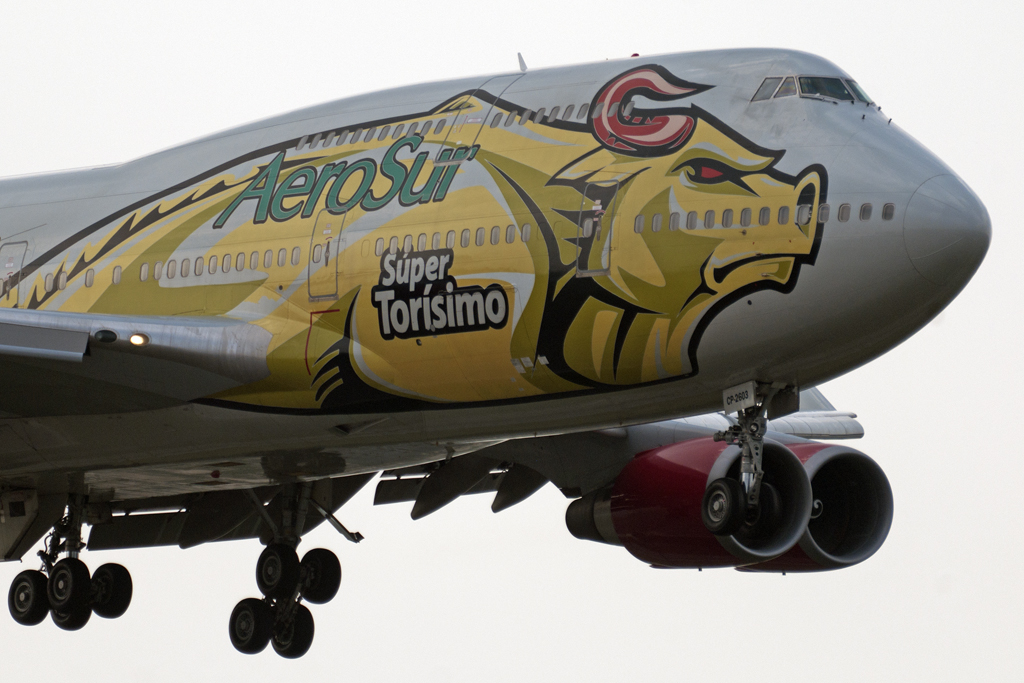
Boeing 747-443 pousando em Amsterdã, 2011
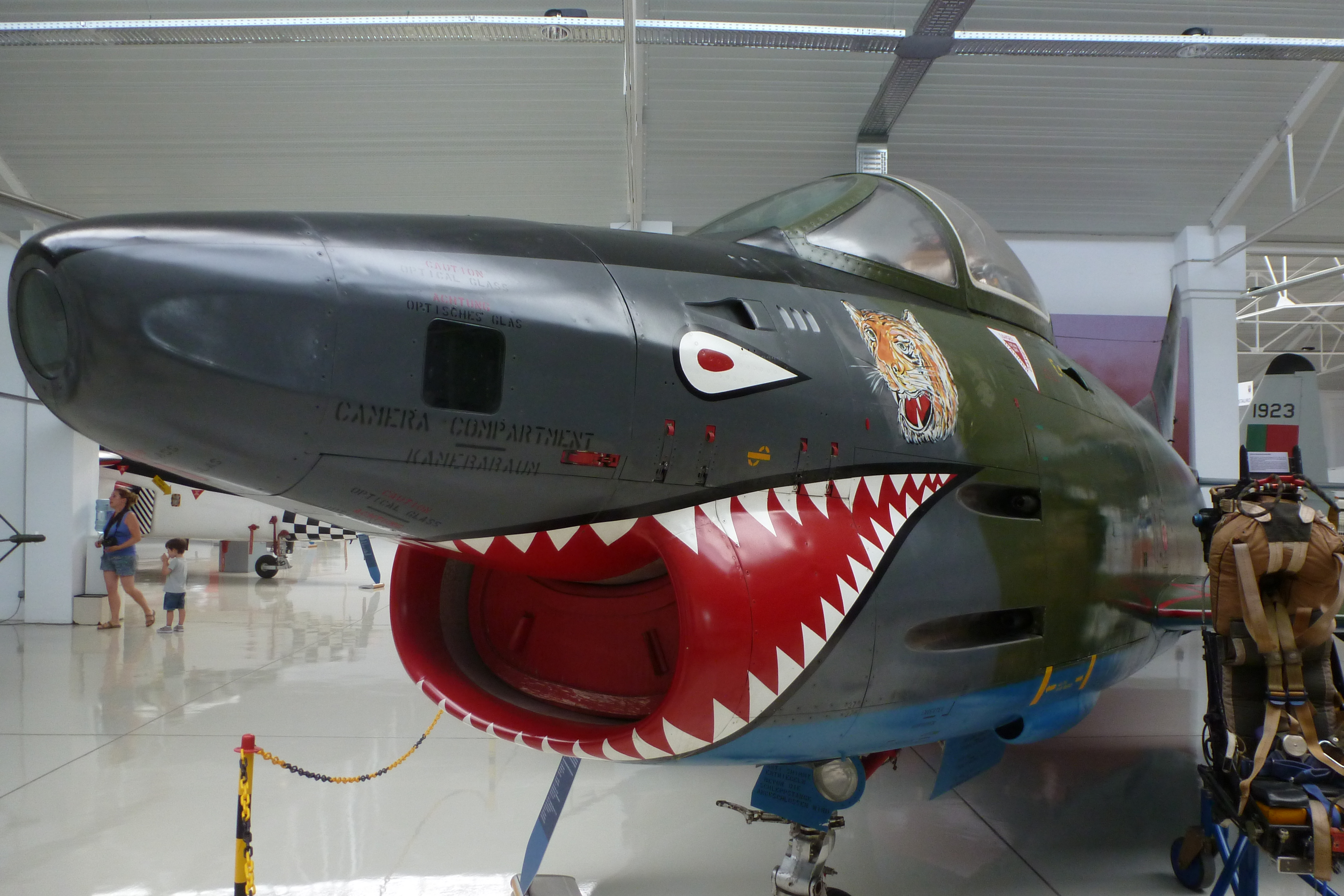
Reabertura do Museu do Ar, Lisboa, 2012